# Bataille des Frontières
Vous lisez un « bon article » labellisé en 2020.
Cet article concerne les combats d'août 1914. Pour ceux de 1958, voir Bataille des Frontières (guerre d'Algérie).
Première Guerre mondiale
Batailles
Front d'Europe de l’Ouest
- Liège (8-1914)
- Namur (8-1914)
- Frontières (8-1914)
- Anvers (9-1914)
- Grande Retraite (9-1914)
- Marne (9-1914)
- Course à la mer (9-1914)
- Yser (10-1914)
- Messines (10-1914)
- Ypres (10-1914)
- Givenchy (12-1914)
- 1re Champagne (12-1914)
- Hartmannswillerkopf (1-1915)
- Neuve-Chapelle (3-1915)
- 2e Ypres (4-1915)
- Colline 60 (4-1915)
- Artois (5-1915)
- Festubert (5-1915)
- Quennevières (6-1915)
- Linge (7-1915)
- 2e Artois (9-1915)
- 2e Champagne (9-1915)
- Loos (9-1915)
- Verdun (2-1916)
- Redoute Hohenzollern (3-1916)
- Hulluch (4-1916)
- 1re Somme (7-1916)
- Fromelles (7-1916)
- Arras (4-1917)
- Vimy (4-1917)
- Chemin des Dames (4-1917)
- 3e Champagne (4-1917)
- 2e Messines (6-1917)
- Passchendaele (7-1917)
- Cote 70 (8-1917)
- 2e Verdun (8-1917)
- Malmaison (10-1917)
- Cambrai (11-1917)
- Bombardements de Paris (1-1918)
- Offensive du Printemps (3-1918)
- Lys (4-1918)
- Aisne (5-1918)
- Bois Belleau (6-1918)
- 2e Marne (7-1918)
- 4e Champagne (7-1918)
- Château-Thierry (7-1918)
- Le Hamel (7-1918)
- Amiens (8-1918)
- Cent-Jours (8-1918)
- 2e Somme (9-1918)
- Bataille de la ligne Hindenburg
- Meuse-Argonne (10-1918)
- Cambrai (10-1918)

Front italien
Front d'Europe de l’Est
Front des Balkans
Front du Moyen-Orient
Front africain
Bataille de l'Atlantique
La bataille des Frontières est l'une des premières phases de combats de la Première Guerre mondiale sur le front ouest durant le mois d'août 1914, juste après la mobilisation des différents belligérants. Le terme désigne la série d'affrontements entre les troupes allemandes et franco-britanniques le long des frontières franco-belge et franco-allemande, sur une période allant du 7 au 23 août 1914.
Elle comprend plusieurs zones de combats : d'une part en Haute-Alsace (batailles de Mulhouse et de Dornach), dans les Vosges (bataille du Donon, etc.) et sur le plateau lorrain (batailles de Lorraine, de Morhange et de Sarrebourg) où les Allemands repoussent les offensives françaises, d'autre part dans l'Ardenne belge (bataille des Ardennes) et le sillon Sambre-et-Meuse (batailles de Charleroi et de Mons) où les Français, les Belges et les Britanniques sont enfoncés par l'offensive allemande.
Les victoires allemandes, notamment en Belgique, entraînent à partir du 23 août la retraite de l'aile gauche française et de la petite armée britannique jusqu'en Champagne : c'est la Grande Retraite, qui se termine par la bataille de la Marne au début de septembre. En Lorraine, le front se stabilise sur la même période.

## Plans des belligérants
Plusieurs années avant que les hostilités ne fussent déclarées, les différents belligérants avaient préparé des plans de mobilisation des réservistes et de concentration des troupes aux frontières qui allaient être déterminants pour les opérations d'août 1914.
Concernant l'Empire allemand, la montée en puissance – de sa démographie (passant de 41 à 67 millions d’habitants) comme de sa puissance industrielle (atteignant le 2e rang mondial) et de ses forces militaires terrestres – explique ses ambitions impérialistes et son plan. Plan d'une part offensif avec l'invasion de la France par la Belgique et, d'autre part, défensif dans un premier temps en Moselle allemande et en Alsace, ainsi que face à la Russie.
Concernant la République française, la mutation de sa stratégie défensive (avec le système Séré de Rivières) en doctrine de l'offensive à outrance (développée notamment par Foch) explique en partie le refus en 1911 du gouvernement Joseph Caillaux de prendre en compte les propositions du général Michel. Le gouvernement limoge donc ce général et nomme à sa place le général Joffre secondé par le général de Castelnau maître d'œuvre du plan XVII de mobilisation des armées.

### Plan allemand

Les opérations prévues par l'État-Major allemand (plan Schlieffen) : le contournement des fortifications françaises en passant par la Belgique. Chaque flèche correspond à une armée.

Le plan de déploiement allemand (Aufmarschplan) a été préparé par le chef de l'État-Major général Moltke le Jeune et mis à jour annuellement (le dernier date de 1913). Ce plan, surnommé ultérieurement « plan Schlieffen » du nom du prédécesseur de Moltke jusqu'en 1905, prévoit d'une part la concentration de la majeure partie des armées allemandes à l'ouest (sept armées face aux Français et une seule face à la mobilisation de l'armée russe), d'autre part le passage par la Belgique pour déborder largement les fortifications françaises (en allant jusqu'au-delà de Bruxelles).
Cet encerclement par un flanc doit se faire avec une aile droite allemande très forte (1re, 2e et 3e armées) qui doit passer sur la rive gauche de la Meuse en Belgique avant de marcher vers Paris, un centre (4e et 5e armées) qui doit traverser le massif ardennais en s'alignant sur l'aile marchante pour la protéger, tandis que l'aile gauche (6e et 7e armées) doit occuper l'armée française en s'appuyant sur les fortifications d'Alsace-Lorraine (Moselstellung autour de Metz et de Thionville, retranchements de campagne le long de la basse-Nied et Breuschstellung de la place de Strasbourg au fort de Mutzig). Pour avoir assez d'unités en ligne, les unités de réserve forment des corps d'armée (Reserve-Korps) engagés immédiatement lors des opérations.
|          | Commandants et chefs d'état-major  | Têtes de colonne                                     | Composition : corps et divisions                                                                                          | Missions                                              |
| 1. Armee | Kluck et Kuhl                      | de Juliers (Jülich) à Bergheim                       | cinq corps (II., III. & IV. A.K. ; III. & IV. R.K. ; 10., 11. & 27. Ldw.-Brig.), soit 10 DI                               | attaquer par Liège, Bruxelles et Mons                 |
| 2. Armee | Bülow et Lauenstein                | d'Aix-la-Chapelle (Aachen) à Malmedy (Malmünd)       | huit corps (G.K. ; VII., IX. & X. A.K. ; II. Kav.K. ; G.R.K. ; VII. & X. R.K. ; 25. & 29. Ldw.-Brig.), soit 14 DI et 3 DC | attaquer par Liège et Charleroi                       |
| 3. Armee | Hausen et Hoeppner                 | de Saint-Vith (Sankt Vith) à Clervaux (Clerf)        | cinq corps (XI., XII. & XIX. A.K. ; I. Kav.K. ; XII. R.K. ; 47. Ldw.-Brig.) soit 8 DI et 2 DC                             | attaquer par Dinant                                   |
| 4. Armee | Duc de Wurtemberg et Lüttwitz      | de Luxembourg (Luxemburg) à Trèves (Trier)           | six corps (VI., VIII. & XVIII. A.K. ; IV. Kav.K. ; VIII. & XVIII. R.K. ; 49. Ldw.-Brig.) soit 10 DI et 2 DC               | attaquer par Arlon et Neufchâteau                     |
| 5. Armee | Kronprinz de Prusse et Knobelsdorf | de Thionville (Diedenhofen) à Metz                   | cinq corps (V., XIII. & XVI. A.K. ; V. & VI. R.K. ; 13., 43., 45. & 53. Ldw.-Brig. ; 9. bay.Ldw.-Brig.) soit 10 DI        | attaquer par Longwy, puis investir la place de Verdun |
| 6. Armee | Kronprinz de Bavière et Krafft     | de Saint-Avold (Sankt Avold) à Sarrebourg (Saarburg) | six corps (I., II. & III. bay.A.K. ; XXI. A.K. ; III. Kav.K. ; I. bay.R.K. ; 5. bay.Ldw.-Brig.) soit 10 DI et 3 DC        | défendre entre Metz et Vosges, puis attaquer Nancy    |
| 7. Armee | Heeringen et Hänisch               | de Strasbourg (Straßburg) à Fribourg (Freiburg)      | trois corps (XIV. & XV. A.K. ; XIV. R.K. ; 55. & 60. Ldw.-Brig. ; 1. & 2. bay.Ldw.-Brig.) soit 6 DI                       | défendre les Vosges et l'Alsace                       |

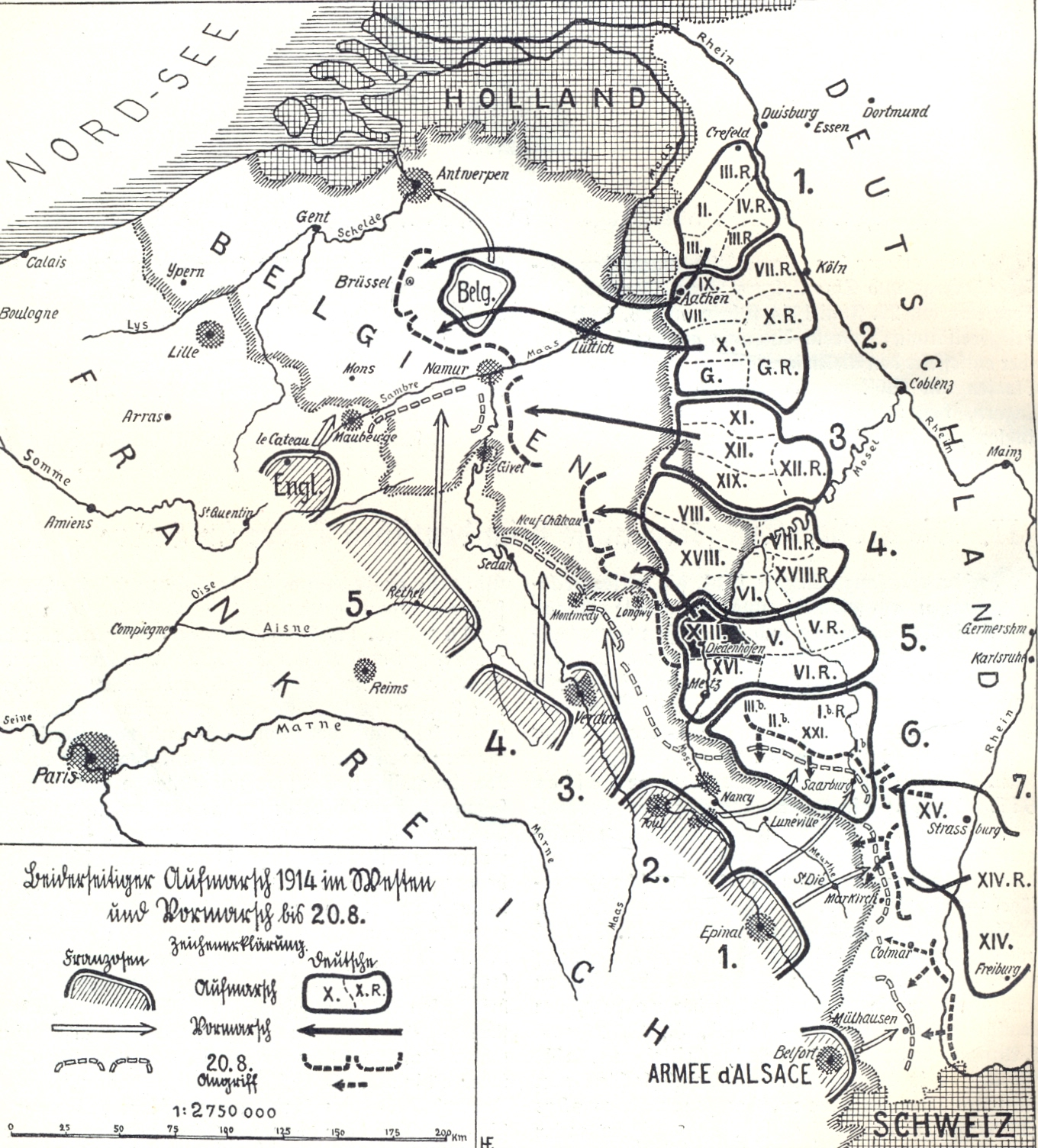
Zones de déploiement des armées allemandes lors de la première quinzaine d'août 1914 et leurs premiers mouvements.

L'État-Major général, dont le chef (Moltke) est sous les ordres de l'empereur (Guillaume II), dispose aussi de la 8e armée allemande (six corps d'armée, soit treize divisions) qui doit faire face à l'armée russe, du 9e corps de réserve (deux divisions) qui surveille les côtes de la mer du Nord, de quatre divisions de réserve autonomes, de six divisions d’Ersatz et de la division de marine. La garde des places fortes est confiée à des unités de Landwehr, tandis que la garde des voies de communication est confiée à la Landsturm. Au total, vers le 18 août, l'Empire allemand a sous les drapeaux 3 822 000 hommes, dont 2 398 000 font partie de l'armée de campagne, dont environ 1 690 000 sont déployés face à l'ouest. Les différents Kriegsspiel réalisés depuis 1905 prévoient trois réactions françaises : soit une offensive en Lorraine, soit une contre-offensive dans les Ardennes, soit un redéploiement défensif le long de la frontière française.

### Plan français

Les opérations prévues par le plan XVII : des offensives en Alsace et en Lorraine.

Le plan XVII de 1913 (applicable à partir du 14 avril 1914) organise la concentration de l'armée française le long des frontières franco-allemande et franco-belge, de Mézières au nord jusqu'à Belfort au sud : le passage des forces allemandes à travers le sud de la Belgique est pris en compte comme une hypothèse probable. À partir du décret de mise en application du plan, la mobilisation et la concentration ont besoin de quinze jours pour terminer la mise en place des derniers réservistes et de 19 jours pour les unités de la territoriale. Ce plan prévoit la division du corps de bataille en cinq armées, avec sa gauche (la 5e armée) aux débouchés des Ardennes, son centre en Lorraine (3e, 2e et 1re), sa droite face à l'Alsace (un détachement de la 1re) et une armée (la 4e) en réserve. Tout est prévu pour déployer rapidement l'armée, mais le plan XVII n'évoque qu'à peine les opérations postérieures à la concentration. Son principal auteur, le général Joffre, a écrit dans ses mémoires : « j'étais pénétré de l'idée qu'il était impossible de fixer à l'avance une manœuvre définitive. On ne peut établir un plan d'opération qu'après la mobilisation, quand les choses se dessinent. »
Cependant les intentions françaises sont clairement de passer au plus vite à l'offensive, pour éviter l'invasion, pour ne pas perdre l'initiative et parce qu'elle a été promise à l'allié russe. Si les Allemands respectent la neutralité belge, trois offensives françaises sont envisagées successivement en Haute-Alsace (par le détachement de la 1re armée), sur l'Est du plateau lorrain (par les 1re et 2e armées) et au nord de la Moselstellung (par les 3e et 5e armées) ; la 4e armée peut alors soit s'intercaler entre les 2e et 3e pour soutenir l'offensive au centre, soit entre les 5e et 3e pour l'offensive de l'aile gauche. Si par contre les Allemands entrent en Belgique, la 4e armée doit d'abord se déployer entre les 5e et 3e ; ensuite les 1re et 2e armées doivent attaquer comme précédemment en Alsace et en Lorraine ; enfin les 3e, 4e et 5e armées lanceront leur offensive à travers le Luxembourg belge et le Thionvillois.
|                                   | Commandants et chefs d'état-major | Zones de concentration                      | Composition : corps et divisions                                       | Effectifs  | Missions                             |
| 1re armée (armée de Dole)         | Dubail et Demange                 | autour de Remiremont et Charmes             | cinq corps (7e, 8e, 13e, 14e et 21e), soit 10 DI et 2 DC               | 266 452 h. | attaquer vers Mulhouse et Sarrebourg |
| 2e armée (armée de Dijon)         | Castelnau et Anthoine             | autour de Pont-Saint-Vincent et Neufchâteau | cinq corps (9e, 15e, 16e, 18e et 20e) et le 2e GDR, soit 13 DI et 2 DC | 323 445 h. | attaquer vers Morhange               |
| 3e armée (armée de Châlons)       | Ruffey et Grossetti               | autour de Saint-Mihiel et Verdun            | trois corps (4e, 5e et 6e) et le 3e GDR, soit 10 DI et 1 DC            | 237 257 h. | surveiller la place de Metz          |
| 4e armée (armée de Fontainebleau) | Langle de Cary et Maistre         | autour de Saint-Dizier et Bar-le-Duc        | trois corps (12e, 17e et CAC), soit 6 DI et 1 DC                       | 159 588 h. | en réserve sur l'Argonne             |
| 5e armée (armée de Paris)         | Lanrezac et Hély d'Oissel         | d'Hirson à Dun-sur-Meuse                    | cinq corps (1er, 2e, 3e, 10e et 11e), soit 12 DI et 1 DC               | 299 350 h. | surveiller le massif ardennais       |

Restent aux ordres du général en chef (Joffre) ou en réserve du ministre de la Guerre (Messimy) : le 1er corps de cavalerie (du général Sordet : trois DC), deux groupes de divisions de réserve (six DI), l'armée des Alpes (six DI : une d'active, quatre de réserve et une territoriale), l'armée d'Afrique (trois DI d'active), le camp retranché de Paris (sept DI : deux de réserve et cinq de territoriale) et quelques divisions gardant le littoral et les Pyrénées (huit DI : une de réserve et sept de territoriale). Au total, vers le 18 août, la République française a sous les drapeaux 3 580 000 hommes, dont 1 681 100 forment le corps de bataille (le reste formant les garnisons, gardant les voies ferrées ou étant dans les dépôts), mais seuls les 1 046 000 hommes des divisions d'active combattent (les divisions de réserve et celles de territoriale sont soit en seconde ligne, soit sur des secteurs calmes ; elles ne sont pas engagés avant la fin d'août).

### Mises en application
Le 1er août 1914, les gouvernements français (à 15 h 45) et allemand (à 17 h) prennent la décision de lancer leur mobilisation, faisant entrer en application leur plan respectif à compter du 2 août. L'Empire allemand déclare la guerre à la République française le 3 (à 18 h 45) et au royaume de Belgique le 4 (à 6 h), puis en soirée le Royaume-Uni fait de même vis-à-vis de l'Allemagne (à 23 h). Plusieurs rencontres ont lieu entre les unités françaises et allemandes chargées d'assurer la couverture le long de la frontière commune, la première le 2 août au matin à Joncherey près de Belfort où un caporal français et un lieutenant allemand sont tués.

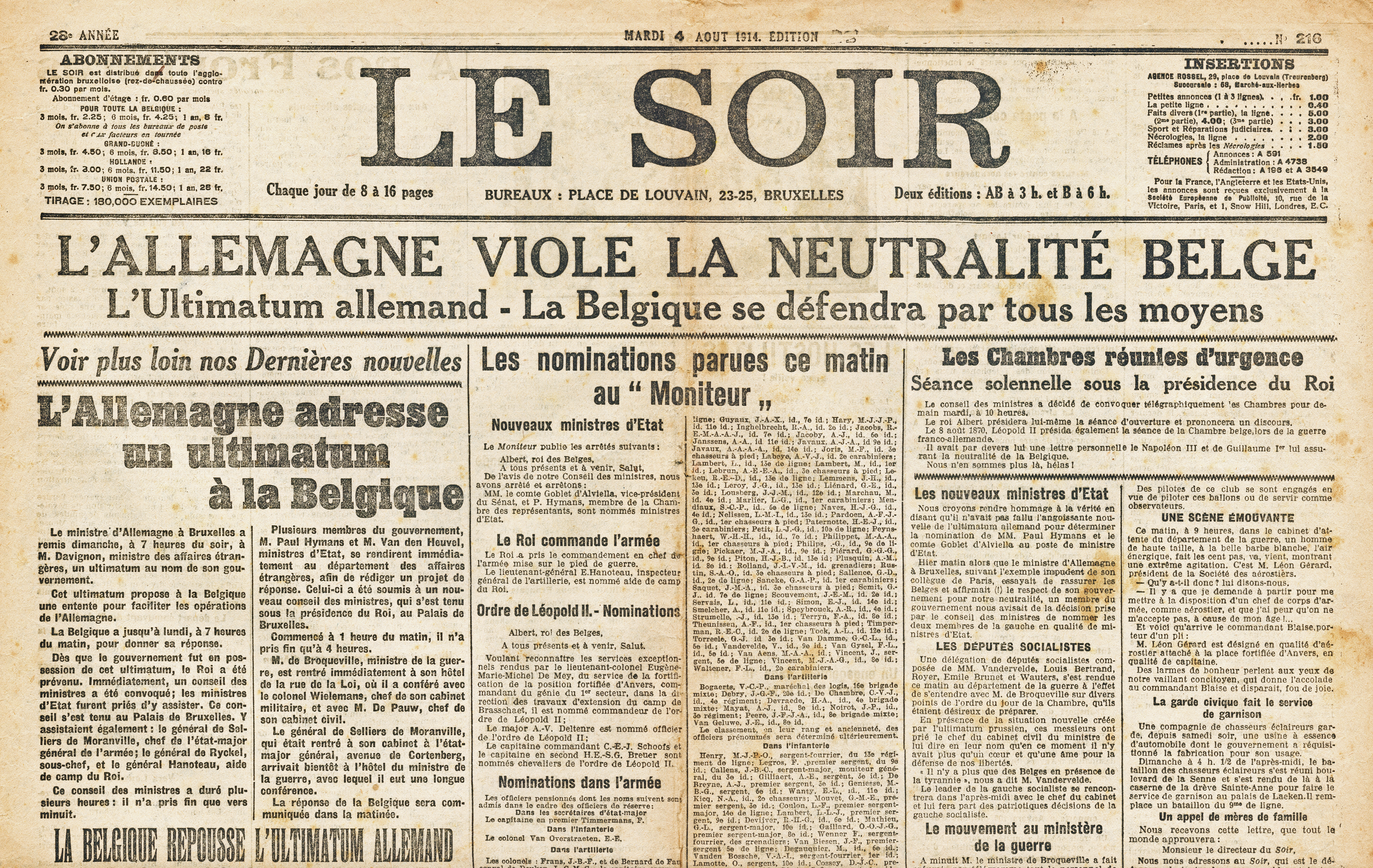
La une du journal Le Soir, du 4 août 1914.

L'annonce de l'entrée des troupes allemandes au Luxembourg dès le matin du 2 août confirme à l'État-Major français l'hypothèse d'une attaque allemande par le flanc tentant de déborder la concentration en passant par la Belgique (envahie à partir du 4 août au matin) ; ordre est donc donné dès le 2 août au soir à l'aile gauche française de se déployer pour contrôler les débouchés des Ardennes (c'est une variante prévue au plan XVII) : la 4e armée, jusque-là en réserve, doit s'intercaler entre la 3e et la 5e de Sedan à Montmédy, la 5e armée se décale un peu plus à l'ouest d'Hirson à Charleville, la moitié de la 3e armée se redéploie de Montmédy à Spincourt, tandis que le corps de cavalerie est envoyé en couverture et reconnaissance en avant de la 5e, dans l'Ardenne belge (le gouvernement belge donne l'autorisation aux Français d'entrer en Belgique le 4 août à 23 h). Le 5, Joffre fait installer son état-major (le GQG) à Vitry-le-François ; le 7, il demande à son ministre deux croix de commandeur de la Légion d'honneur, 20 croix d'officier, 200 de chevalier et 500 médailles militaires. Moltke est d'abord retenu à Berlin par l'empereur, puis ils s'installent ensemble avec l'État-Major (l'OHL) à Coblence à partir du 17.
Aux troupes françaises se rajoutent les unités belges et britanniques, mais l'ensemble n'est pas sous un commandement unique. Le Corps expéditionnaire britannique (British Expeditionary Force, commandé par le Field marshal French) arrive tardivement : quatre divisions d'infanterie et une de cavalerie débarquent du 9 au 17 août au Havre, à Rouen et à Boulogne, puis sont transportées par voies ferrées jusqu'au Cateau et Maubeuge, à l'extrémité gauche du dispositif français, et sont opérationnelles à partir du 20. Quant à l'armée belge, son corps de bataille comprend 117 000 hommes essentiellement répartis dans six « divisions d'armée », dont quatre se concentrent de Louvain à Tirlemont, la 3e dans la position fortifiée de Liège et la 4e dans celle de Namur.

Schéma des offensives jusqu'au 22 août 1914 : les différentes armées s'affrontent le long des frontières, en Belgique et en Alsace-Lorraine.

## Combats en Haute-Alsace
La Haute-Alsace, alors territoire allemand, est dès le début d'août 1914 la cible de la première offensive française. Pour Joffre, l'entrée en Alsace est prévue comme une opération mineure, mais c'est aussi un symbole politique et moral. Pour Moltke, le sud de l'Alsace peut être sacrifié pour occuper les Français, les fortifications allemandes en faisant un cul-de-sac en bloquant tous les débouchés (d'une part les têtes de pont de Neuf-Brisach et de Neuenburg ainsi que le fort d'Istein sur le Rhin, d'autre part le fort de Mutzig et la place de Strasbourg au nord).
Selon le plan XVII, le 7e corps d'armée (deux divisions d'infanterie, renforcées temporairement par une division de cavalerie) doit assurer la couverture de la mobilisation de Belfort à Gérardmer. Selon les Directives de Joffre de février 1914, cette fraction de la Ire armée doit recevoir l'ordre dès le 4e jour de la mobilisation d'entrer en Haute-Alsace par la trouée de Belfort et le col de la Schlucht, vers Colmar. Sa mission : « retenir en Alsace, en les attaquant, les forces adverses […] et favoriser le soulèvement des populations alsaciennes restées fidèles à la cause française. Accessoirement, elle s'efforcera de détruire la gare allemande de Bâle, le pont de Neuenbourg et tous autres passages établis ou en voie d'établissement sur le Rhin. Elle masquera la tête de pont de Neuf-Brisach […]. »
Côté allemand, la 7e armée (commandée par Heeringen), forte de trois corps d'armée, est en train d'être concentrée autour de Strasbourg, avec une seule brigade en Haute-Alsace (la 58e appartenant au 14e corps y assure la couverture). Elle a comme mission non seulement d'affronter les Français en Haute-Alsace et dans les Vosges, mais aussi d'intervenir en Lorraine. Selon les Instructions complétant le plan allemand, « il n'est pas exclu que l'ennemi pénètre en Alsace à partir de Belfort et à travers les Vosges. Cela n'est pas défavorable pour l'opération générale aussi longtemps qu'il ne franchit pas la ligne et la position fortifiée Bruche – Feste Kaiser Wilhelm ».

### Première offensive française

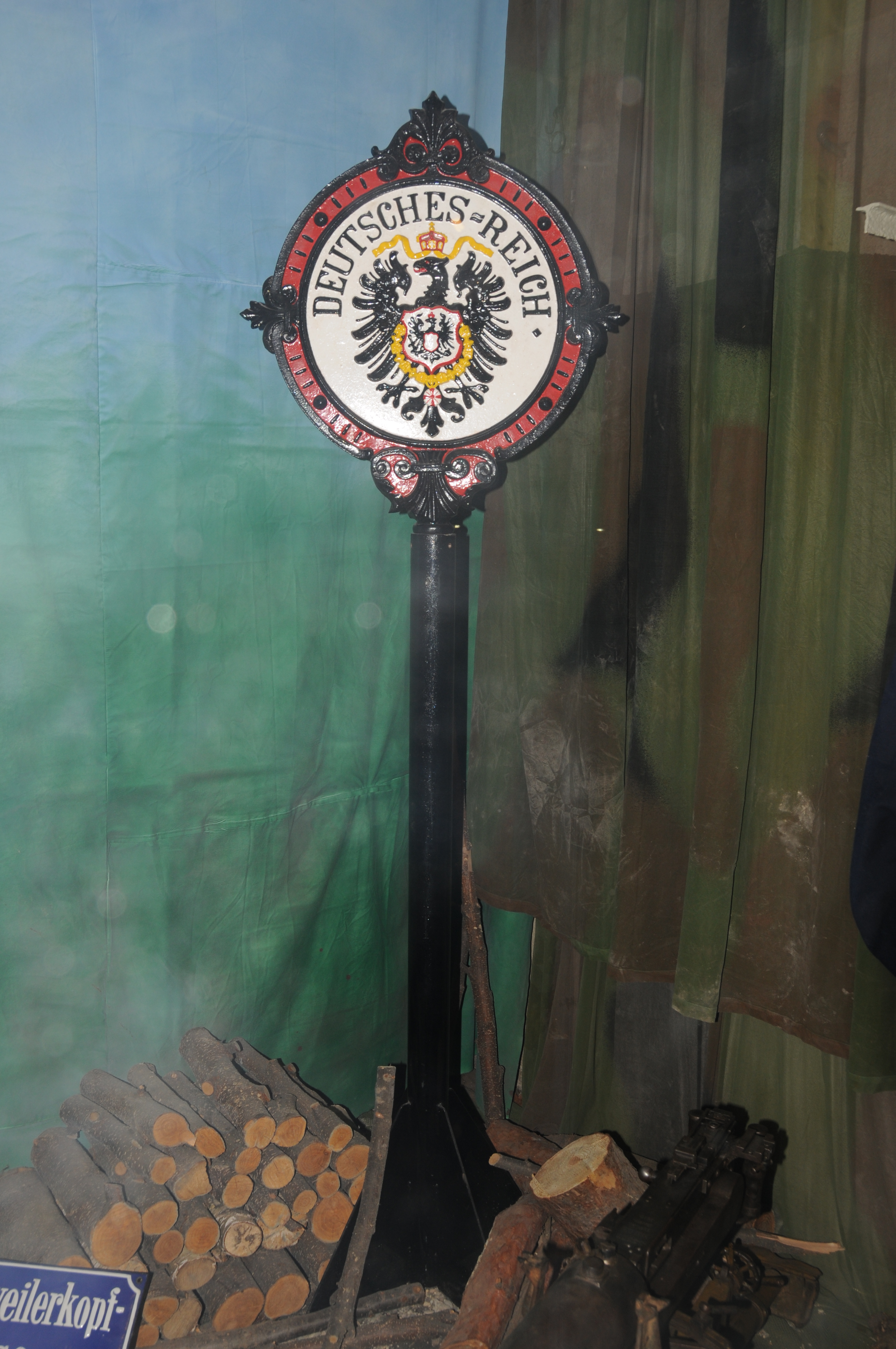
Poteau allemand, un de ceux marquant la frontière franco-allemande : la première action française en Haute-Alsace fut de les déraciner.

Le 7e corps, caserné à Belfort, Remiremont et Gérardmer, est déployé dès le 31 juillet 1914 au matin (officiellement, c'est un « exercice complet de mobilisation ») dix kilomètres en arrière de la frontière (cette restriction par ordre du gouvernement). Les réservistes rejoignent tous du 1er au 3 août, portant le corps à son effectif complet. Le 4, son chef le général Bonneau reçoit l'ordre d'occuper le ballon d'Alsace, puis le 5 l'ordre de s'avancer à partir du 7 jusqu'à la ligne Thann – Altkirch. Bien que Bonneau craigne d'être attaqué depuis Bâle (par un hypothétique corps autrichien), ses troupes prennent Thann (par le col d'Oderen), Masevaux et Altkirch, en accrochant la couverture allemande (assurée par quelques éléments du 14e corps allemand). Le 8 au matin, le corps reçoit l'ordre de marcher sur Mulhouse, puis jusqu'au Rhin et enfin sur Colmar : Joffre transmet au commandant de la 1re armée, le général Dubail, qu'il « regrette la lenteur des opérations en Haute-Alsace et les hésitations du commandant du 7e corps […] qui ne pense qu'à s'arrêter ». Dubail donne immédiatement l'ordre par téléphone à Bonneau « d'enlever Mulhouse à la course » et « d'y mettre le prix ». Dans l'après-midi du 8, la 14e division française entre sans combat dans Mulhouse, défile musique en tête et fait afficher une proclamation de Joffre :

« Enfants de l'Alsace ! Après 44 années d'une douloureuse attente, les soldats français foulent à nouveau le sol de votre noble pays. Ils sont les premiers ouvriers de la grande œuvre de la Revanche ! Pour eux quelle émotion et quelle fierté ! Pour parfaire cette œuvre, ils ont fait le sacrifice de leur vie ; la nation française unanime les pousse et, dans les plis de leurs drapeaux sont inscrits les noms magiques du Droit et de la Liberté ! Vive l'Alsace ! Vive la France ! »

Mais dès la nuit le commandant de la division fait évacuer la ville, positionnant ses troupes dans les faubourgs occidentaux, car « la forêt de la Hardt est actuellement un réservoir qui se remplit de troupes ». Le lendemain 9 août, une contre-attaque allemande menée par une partie de la 7e armée allemande du général von Heeringen sur Cernay (par une division du 15e corps, venant de Strasbourg), Illzach et Riedisheim (par les deux divisions du 14e corps, concentrées dans la Hardt) oblige le corps d'armée français à se retirer le 10 août sous la protection de la place fortifiée de Belfort.

### Seconde offensive française

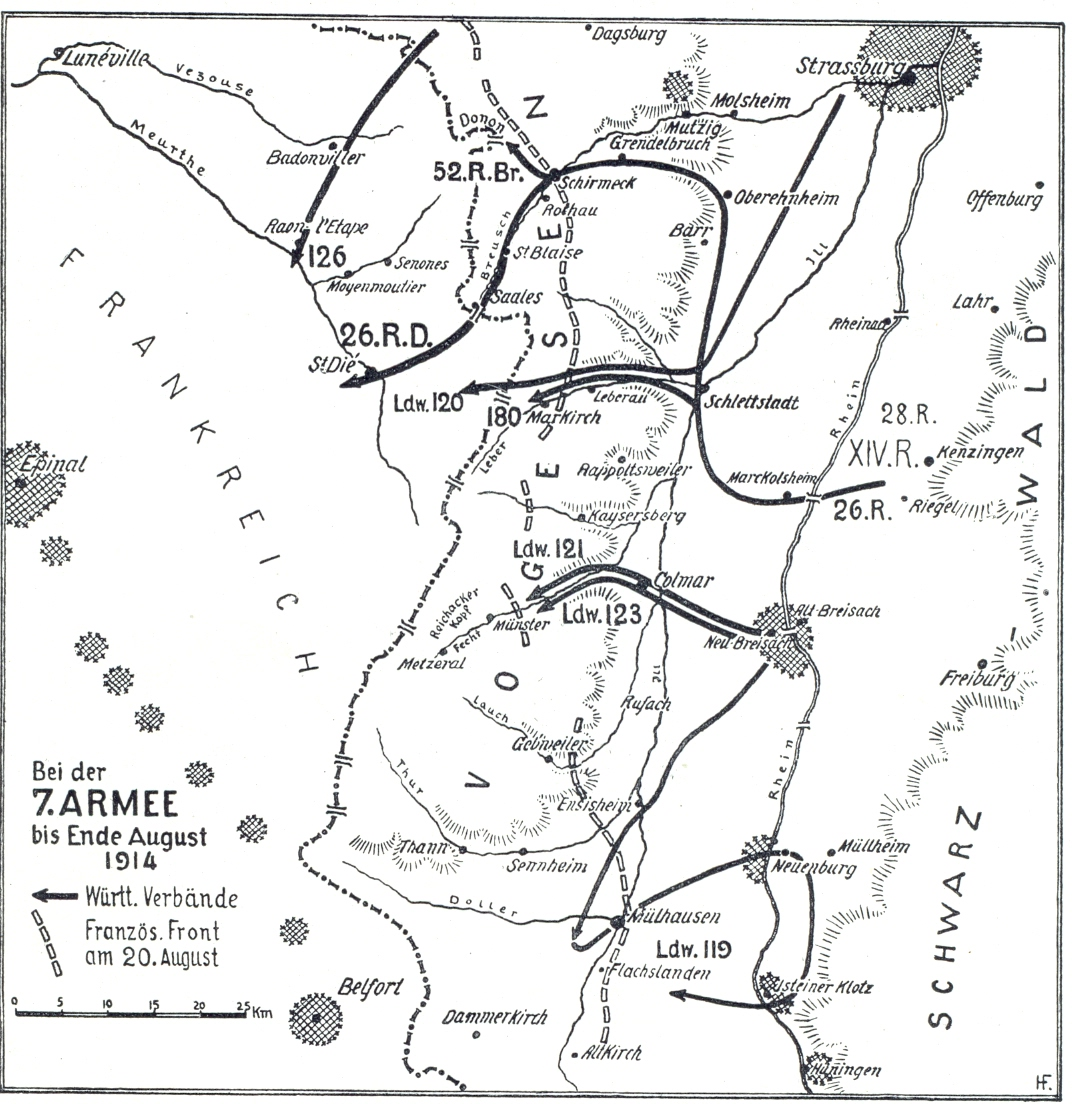
Unités wurtembergeoises en Alsace à partir du 20 août 1914- : le 14e corps de réserve part pour la Lorraine, tandis que la défense de la Haute-Alsace est confiée à trois brigades de la Landwehr.

En réaction à ce premier échec, une « armée d'Alsace » confiée au général Pau (qui arrive le 13) est formée le 11 août, à partir du 7e corps, de la 8e division de cavalerie et de la 57e division d'infanterie prélevés sur la 1re armée (ce qui permet à Dubail de se concentrer sur l'offensive en Lorraine). Cette armée reçoit en renfort cinq bataillons de chasseurs alpins (qui arrivent le 13), la 44e division d'infanterie (concentrée à Lyon le 14, elle arrive les 17 et 18) et le 1er groupe de divisions de réserve (les 58e, 63e et 66e divisions d'infanterie de réserve, qui arrivent du 14 au 19).
Joffre téléphone à Pau qu'« il est utile que l'attention de l'ennemi continue à être attirée vers la Haute-Alsace, et que les forces qu'il a pu diriger dans cette région y soient maintenues. […] Dans le même ordre d'idées, faites répandre le bruit de l'arrivée des troupes d'Afrique à Belfort ». Après un combat autour de Montreux-Vieux le 13 août, l'armée d'Alsace commence le 14 à se porter lentement vers l'est, alors qu'il n'y a presque rien devant elle : les 14e et 15e corps allemands partent le même jour vers le nord pour participer à la contre-offensive en Lorraine. La défense de la Haute-Alsace est confiée à seulement trois brigades de Landwehr, sous le commandement du général Gaede (le groupement prend le nom d'Armeegruppe Gaede) ; en face, l'armée d'Alsace compte alors l'équivalent de 15 brigades d'infanterie. Le 19, le 7e corps français pénètre de nouveau dans Mulhouse après un combat à Dornach et s'aligne face à la Hardt, tandis que les chasseurs alpins descendent des cols vosgiens jusqu'à Munster et Rouffach. Le 21, les chasseurs approchent de Colmar et des tranchées du groupement Gaede qui couvrent la tête de pont de Neuf-Brisach. Mais, le même jour, Pau ordonne l'arrêt des troupes à cause d'une menace sur son flanc gauche : l'offensive française en Lorraine vient de tourner à l'échec. Le 25 août, l'armée d'Alsace commence son repli vers la place de Belfort, le Génie détruisant le viaduc de Dannemarie le 26 avec une tonne d'explosif.
Le général Pau est relevé le 25, puis l'armée d'Alsace est dissoute le 28 et coupée en deux. Une partie (7e corps et 63e division) part pour Amiens afin de constituer une partie de la 6e armée. Les éléments restants, renommés « groupement des Vosges », reculent sur une ligne col du Bonhomme – Belfort avec pour mission de garder la ligne de crête des Vosges (tel que le Hartmannswillerkopf). Malgré des violents combats pendant les quatre années qui suivent, la ligne de front ainsi décrite reste sensiblement la même jusqu'en 1918.

## Combats en Lorraine

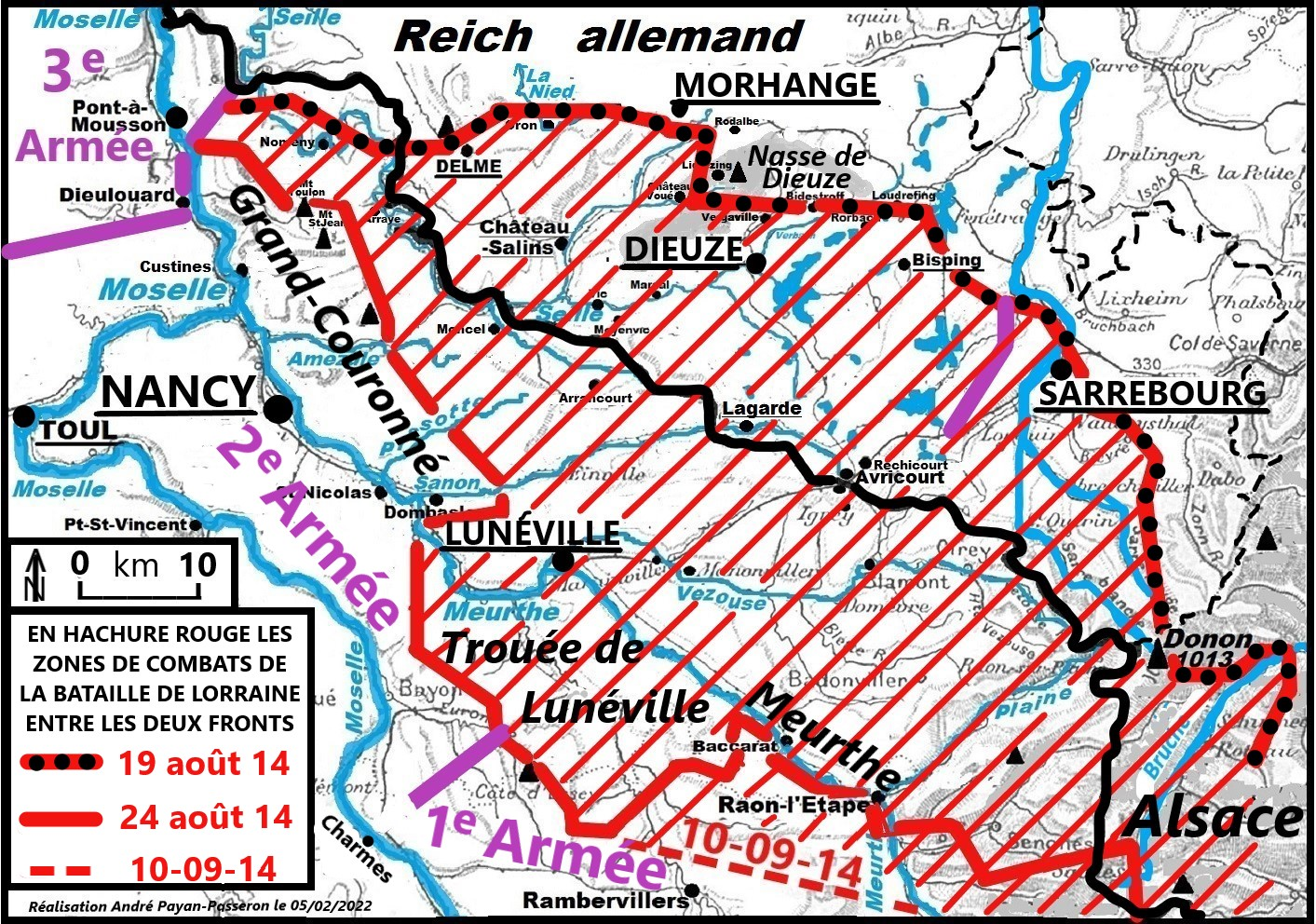
En hachuré rouge les zones de combats en Lorraine du 5 août au 15 septembre 1914.

La Lorraine allemande, correspondant à l'actuel département de la Moselle, est à la mi-août 1914 la deuxième cible des troupes françaises. Les axes d'offensive sont déterminés par la présence de la Moselstellung (autour de Metz et de Thionville) à l'ouest, du pays des étangs au centre et du massif vosgien à l'est : il reste deux étroits couloirs d'attaque, l'un passant par Morhange (entre Metz et les étangs), l'autre par Sarrebourg (entre les étangs et les Vosges). Pour Joffre, il s'agit d'une importante opération de diversion, comme celle d'Alsace mais en plus importante, pour préparer l'offensive dans le massif ardennais qu’il veut décisive. Pour Moltke aussi, il s'agit d'y occuper un maximum d'ennemis, pendant que l'aile droite allemande contourne tout le dispositif français.
Pour mener l'offensive, le plan XVII a organisé la concentration dans le Sud de la Lorraine de neuf corps d'armée français, regroupés en deux forces : la 2e armée (commandée par le général de Castelnau) de Pont-à-Mousson à Avricourt et la 1re armée (général Dubail) d'Avricourt à Fraize. Les 18 divisions d'active de ces corps d'armée sont soutenues par trois divisions de cavalerie et cinq divisions de réserve, ce qui fait un total d'environ 600 000 hommes qui se mettent en place le long de la Meurthe, les divisions de couverture (des 20e et 21e corps) du 1er au 5 août, les divisions d'active du 5 au 11 août, les divisions de réserve, les territoriaux, les parcs d'artillerie et la logistique du 11 au 18 août. Leur mission est d'attaquer à partir du 12e jour de la mobilisation : la 2e armée vers Château-Salins puis Sarrebruck, la 1re armée vers Sarrebourg puis Sarreguemines, son aile droite devant s'engager sur le Donon et dans la vallée de la Bruche.
Pour faire face à une offensive française prévisible, l'État-Major allemand a fait concentrer autour de Kurzel, Château-Salins, Saargemünd, et Saarburg la 6e armée allemande (commandée par le Kronprinz de Bavière), forte de cinq corps d'armée, trois divisions de cavalerie et une brigade de Landwehr. Plus à l'est, la 7e armée est concentrée autour de Strasbourg, lui permettant d'intervenir en soutien dans les Vosges. Si les Français n'attaquent pas, sa mission est d'« avancer sur Nancy, fixer l'ennemi sur la Meurthe et la Moselle, le leurrer sur les buts de l'opération générale » et « d'empêcher l'ennemi de redéployer ses forces vers son aile gauche ».

### Début de l'offensive française

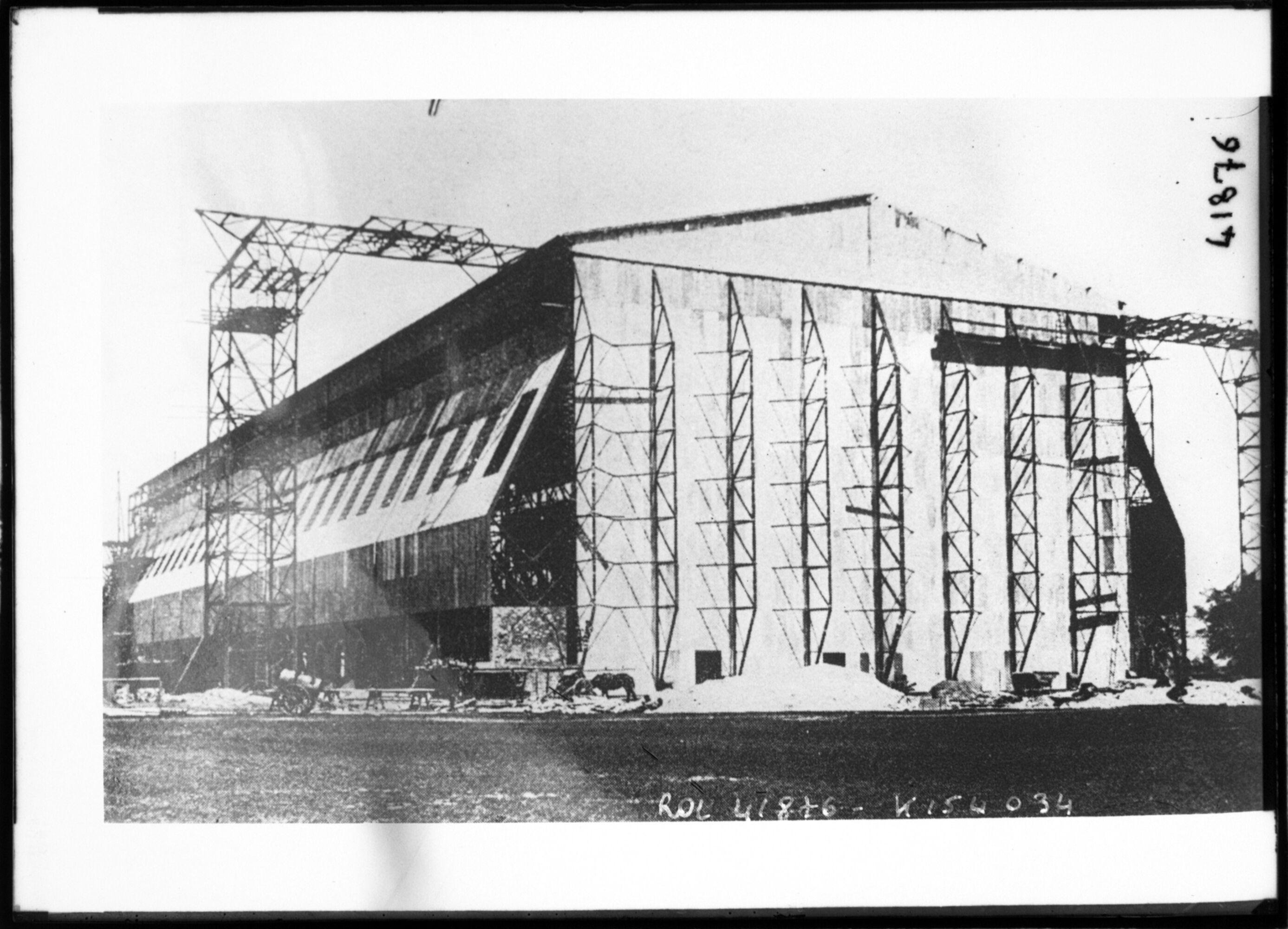
Le hangar à zeppelin de la base aérienne de Frescaty, au sud de Metz. Il est bombardé le 14 août 1914 par deux avions français venant de l'aérodrome de Verdun, détruisant ainsi deux vieux dirigeables.

Tandis que les unités des deux adversaires arrivent en train (la 36e division du 18e corps débarque après 50 heures de voyage en provenance de Bayonne, Pau et Tarbes), les avant-postes s'affrontent (notamment à Cirey le 10, à Lagarde le 11 et à Badonviller le 12 août), les Allemands préparent le champ de bataille (inondations de la Seille, fortifications de la « position de la Nied » de Metz à Morhange et des hauteurs au nord-est de Sarrebourg) et les Français assurent leurs flancs : d'une part à droite les 21e et 14e corps de la 1re armée s'avancent sur la ligne des crêtes des Vosges (prise du col du Bonhomme le 8 et combat du col de Sainte-Marie du 9 au 12), d'autre part à gauche les 9e et 18e corps de la 2e armée se déploient de la place forte de Toul au Grand Couronné de Nancy. Le 14 août, c'est donc cinq corps d'armée français qui attaquent, la 2e armée (20e, 15e et 16e corps) en direction de Morhange et la 1re armée (8e et 13e corps) vers Sarrebourg. Les unités allemandes placées en surveillance (le 21e corps à l'ouest et le 1er corps bavarois à l'est) accrochent les Français autour de Moncourt et de Cirey, puis battent en retraite.
Dans les Vosges, le 21e corps français s'installe sur le Donon dès le 14 et entre à Schirmeck le 16, tandis que le 14e corps prend Sainte-Marie-aux-Mines. Sur le plateau, les trois corps de la 2e armée marchent les 15 et 16 vers le nord-est en serrant au contact des deux corps de la 1re armée, avant de redresser le 17 plein nord pour prendre Château-Salins. Les états-majors français ont repéré (grâce aux prisonniers, aux informateurs locaux et à l'aviation) trois corps d'armée allemands en retraite et supposent une contre-attaque venant de Sarrebourg : Joffre renforce donc la 1re armée d'abord en lui confiant un corps de cavalerie (les 2e, 6e et 10e DC regroupées depuis le 14 sous les ordres du général Conneau), ensuite en donnant l'ordre à la 2e armée de la couvrir sur la gauche, le 16e corps pivotant de nouveau vers l'est, et enfin en relevant le 21e par le 14e dans les Vosges jusqu'au Donon, permettant au 21e de descendre sur le plateau. Mais ce dispositif attaque dans le vide les 17 et 18 août : le corps de cavalerie est donc envoyé le 17 en reconnaissance à l'ouest de Sarrebourg vers Sarraltroff ; le 18, le 8e corps entre dans Sarrebourg qui a été évacuée. Avec la mise en place du 2e GDR sur le Grand Couronné, Joffre retire à la 2e armée les 9e (envoyé à Mézières à partir du 17 août) et 18e corps (qui part pour Trélon à partir du 19). Au soir du 18, Castelnau donne de nouveau l'ordre à sa 2e armée d'attaquer vers le nord à partir du lendemain : le 20e corps vers Faulquemont, le 15e vers Pontpierre et le 16e vers Saint-Avold.

« Nous avons plus ou moins, plutôt plus que moins, perdu le contact devant Sarrebourg […] Mais il est évident, n'est-ce-pas, que nous ne pouvons pas nous lancer tout de go […] dans le couloir de Sarre Union. Ceci, […] parce que l'ennemi, évidemment, manœuvre plutôt qu'il ne fuit – parce que nous pourrions donner dans un panneau dangereux […]. Mon sentiment sur la situation est que la contre-attaque sur la région de Saverne est très probable, le Ier bavarois cherchant à nous attirer vers le nord. »

— Lettre de Demange (chef d'état-major de la 1re armée) à Berthelot (chef d'état-major du GQG).

### Batailles de Sarrebourg, de Morhange et du Donon

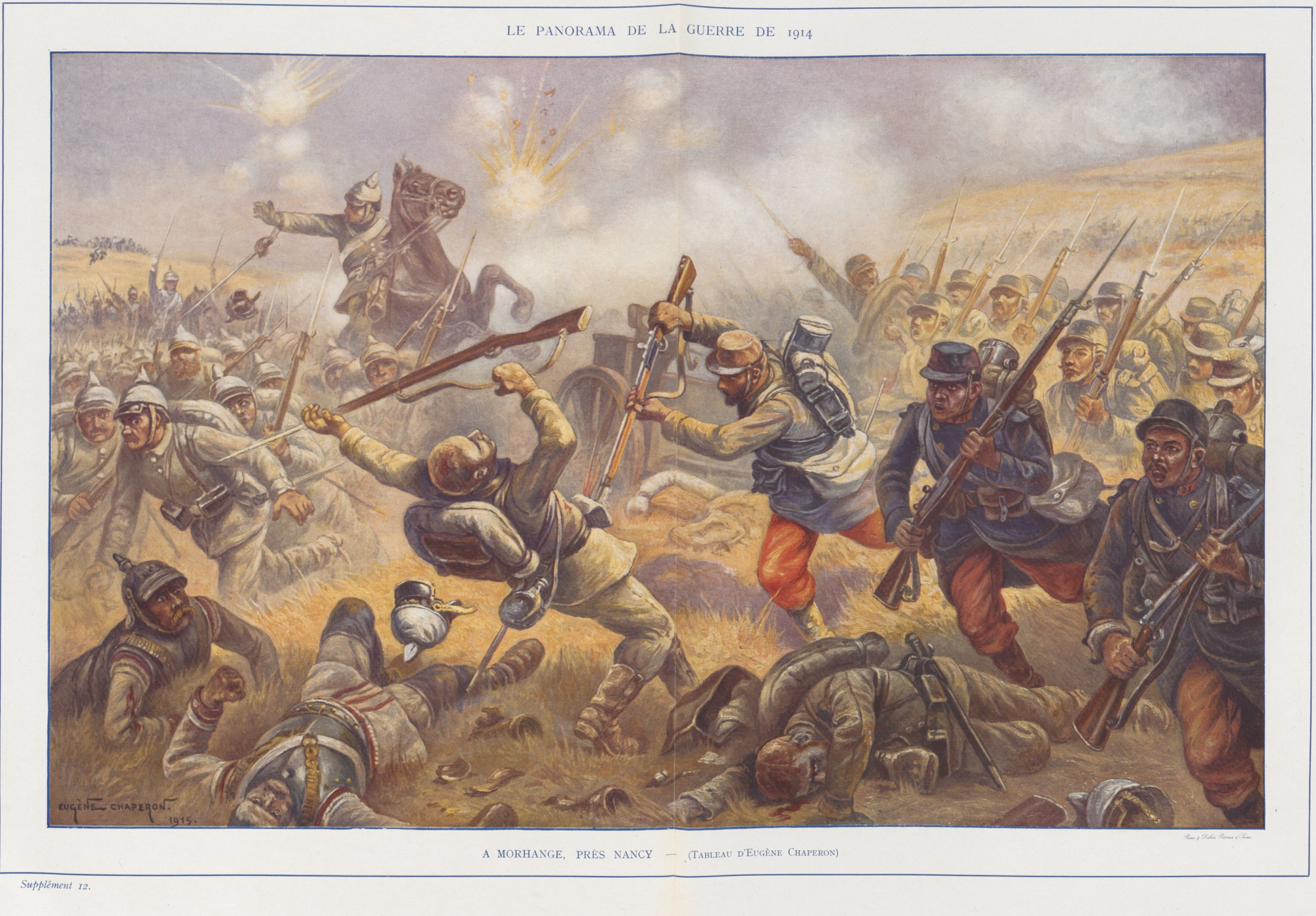
La bataille de Morhange vue par la propagande française en 1915 ; en réalité les pertes furent exclusivement dues aux armes à feu, entraînant la fuite des unités françaises.

Le Kronprinz de Bavière a décidé que ses troupes affronteront les Français le 20 août, forçant la main à Moltke qui souhaitait attendre encore un peu. Ses corps d'armée sont alors alignés le long de la Nied, de la Rotte et de la Sarre sur des positions bien préparées, renforcés par six divisions d'Ersatz depuis le 15 août, avec le soutien à l'ouest de la garnison de Metz prête à faire une sortie et à l'est de trois corps de la 7e armée qui arrivent par le col de Saverne. Dès le 18, les Allemands bloquent les Français dans les vallées alsaciennes et le corps de cavalerie au nord-est de Sarrebourg. Le 19 août, les 16e et 8e corps français arrivent à portée des canons allemands sur le canal des Salines et sur la Sarre. 
Le 20 dès 4 h du matin, quatre corps d'armée allemands (3e bavarois, 21e, 2e bavarois et 1er bavarois de réserve) contre-attaquent les trois corps de la IIe armée française de Chicourt à Loudrefing, l'artillerie allemande frappant les batteries et les bataillons français, mettant en déroute tout le 15e corps et capturant une partie de l'artillerie du 20e. Castelnau ordonne à 10 h 10 un premier repli général, puis à 11 h 45 la retraite du 16e corps vers Lunéville, du 15e sur Dombasle et du 20e sur Saint-Nicolas-de-Port, y compris de nuit. Le 21 au soir, toute la 2e armée est revenue dans la vallée de la Meurthe (dont le génie prépare la destruction les ponts), avec le corps de cavalerie sur sa droite.
Plus à l'est, la 1re armée française se heurte aux positions fortifiées allemandes établies sur les hauteurs au nord-est de Sarrebourg et n'arrive pas à franchir la Sarre le matin du 20. À partir de 11 h, c'est aux trois corps d'armée allemands (1er bavarois, 14e et 15e) de contre-attaquer, forçant les 8e, 13e et deux brigades du 21e corps français à battre en retraite (bataille de Sarrebourg). La 1re armée recule d'une quinzaine de kilomètres, y compris dans la vallée de la Bruche, mais conserve ses positions plus à l'est sur le Donon. Cependant, à la suite de l'échec de la 2e armée, Dubail donne l'ordre de se replier sur Blâmont le 21.

« Le gal de Maud'huy adresse le compte rendu suivant « textuel » :
À la suite des combats précédents, la 16e division ne se compose plus guère que de débris, leur valeur a sensiblement baissé par suite des pertes subies et manque d'officiers et de médecins. Elle ne peut être considérée que comme un soutien artillerie.
L'énergie bien connue du gal de Maud'huy donne à ces déclarations une valeur particulière. »

— Rapport de Castelli (chef du 8e corps) sur les combats du 20 août près de Sarrebourg.

Les résultats de l'offensive française selon les cartes postales allemandes
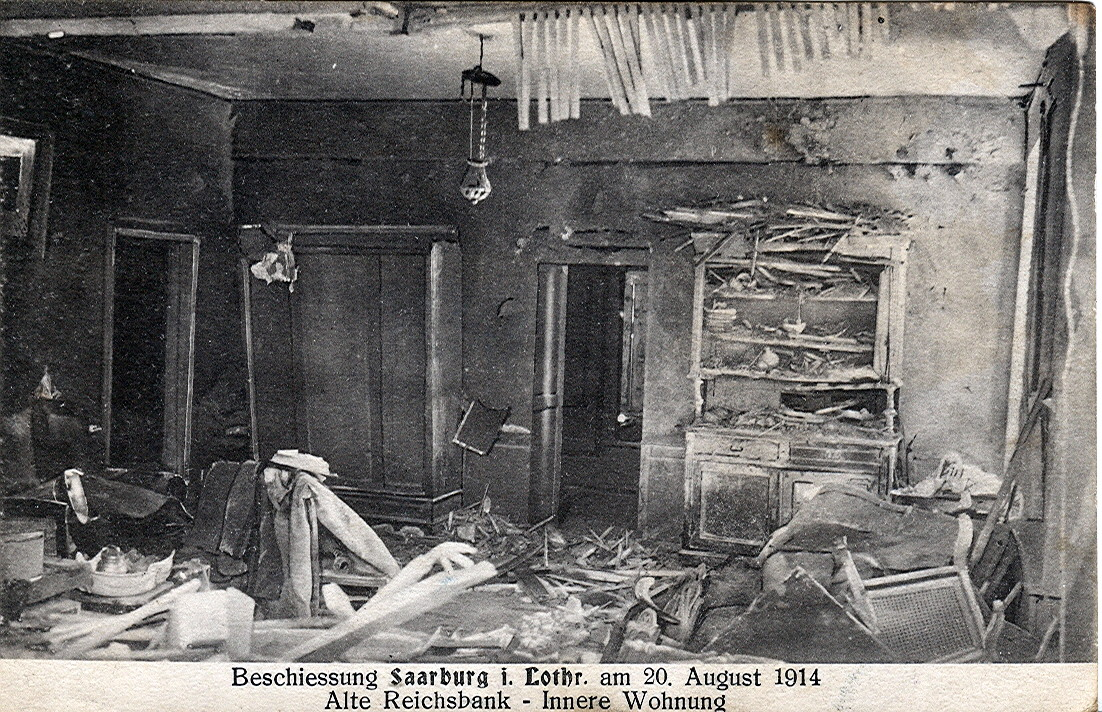
Destruction du siège de la Reichsbank après le mitraillage de Sarrebourg.
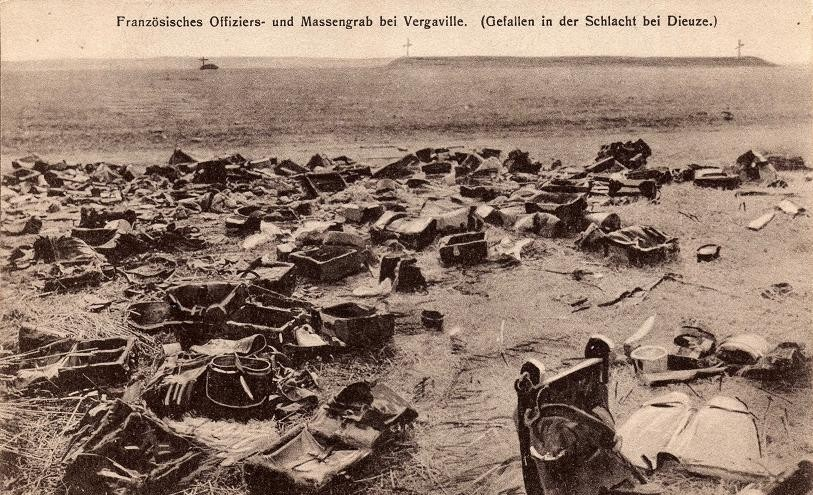
Équipement français abandonné près de Vergaville.
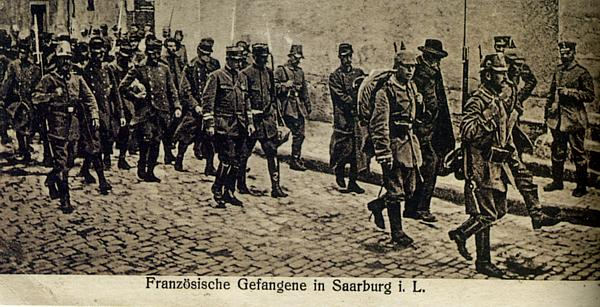
Prisonniers français traversant Sarrebourg en août 1914.

### Fixation du front entre Meurthe et Moselle
Évitant les hauteurs au nord-est de Nancy (le Grand Couronné), les Allemands poursuivent les Français en fuite au-delà de la Vezouze, prenant Lunéville le 22 août, commençant le siège du fort de Manonviller (qui se rend le 27), franchissant la Meurthe le 23 et atteignant la Mortagne. Le 23, la 2e armée française se rétablit, sa gauche sur le Grand Couronné et sa droite de Crévic à Saint-Boingt, tandis que la 1re armée est d'Essey-la-Côte à Baccarat.
Le 24 août, la 6e armée allemande, qui couvre son flanc devant Nancy par deux corps d'armée, lance son 21e corps à l'attaque de Mont-sur-Meurthe à Gerbéviller, droit vers Bayon, pour relancer l'offensive dans la trouée de Charmes (l'espace sans fortification entre la place forte de Toul et celle d'Épinal). Les Français réagissent le même jour en attaquant sur les deux flancs, le 20e corps au nord et le 8e au sud, repoussant deux corps bavarois de réserve. Cinq jours de combats plus tard (bataille de la trouée de Charmes ou de Rozelieures), le 20e s'approche à deux kilomètres de Lunéville, tandis que les 15e, 16e et 8e corps reprennent toute la rive gauche de la Mortagne.
Suit alors une semaine de répit pendant laquelle les deux camps se retranchent et déploient de l'artillerie lourde. À partir du 4 septembre, débute la bataille du Grand-Couronné, qui dure jusqu'au 13. Le front de Lorraine s'enterre alors, se stabilisant pour les quatre années suivantes.
Dans les Vosges, autour de Saint-Dié (prise le 27 par les Bavarois), la bataille de la Haute Meurthe et celle du col de La Chipotte se déroulent simultanément. Ici aussi la 1re armée parvient à contenir la progression allemande, puis à stabiliser le front après une manœuvre de retraite allemande les 12 et 13 septembre.

## Combats en Belgique
La situation militaire en Belgique en août 1914 est le principal centre d'intérêt des deux états-majors allemand et français. Pour Moltke, la Belgique doit être traversée de façon à déborder les armées françaises du Nord-Est par un mouvement tournant en coup de faux qui les coupe de leurs arrières. Pour donner à cette manœuvre la plus grande ampleur possible, il groupe cinq armées sur les sept armées allemandes déployées sur le front. C'est, au total, 29 corps d'armée (26 d'infanterie et trois de cavalerie) : 18 d'entre eux (formant les Ire, IIe et IIIe armées) qui sont chargés de passer la Meuse depuis Liège jusqu'à Dinant, tandis que onze autres (les IVe et Ve armées) doivent s'aligner avec cette aile marchante pour protéger son flanc en Ardenne de Givet à Thionville. La Belgique sert donc de champ de bataille aux deux principaux belligérants : l'initiative y est allemande, avec le franchissement de la frontière luxembourgeoise dès le 2 août 1914, puis de celle de la Belgique le 4. Le gouvernement belge donne l'autorisation aux Français d'entrer en Belgique le 4 août à 23 h.
L'hypothèse de la violation de la neutralité de la Belgique ou de la Suisse est envisagée par les plans de concentration français dès 1878, avec pour certains d'entre eux une variante pour débarquer des troupes au plus près. Mais leur point commun est de ne prévoir une invasion qu'au sud de l'axe Meuse-Sambre, considérant que les Allemands n'auraient pas assez de troupes pour aller plus au nord, sans dégarnir la Lorraine. Seul le projet en février 1911 du général Michel, qui fut refusé, évoque une offensive allemande beaucoup plus ample et propose un plan massant une des armées françaises (avec sept corps) entre la mer et la Sambre. Joffre, qui remplace Michel en juillet 1911, envisage l'éventualité d'une offensive allemande en Belgique mais uniquement sur la rive droite de la Meuse, avec environ dix corps d'armée : à cette fin, le plan XVII a prévu de concentrer une forte aile gauche française entre Mézières et Verdun, composée des 5e, 4e et 3e armées françaises, capable d'attaquer dans l'Ardenne belge. Mais l'État-Major français considère l'invasion de la Belgique comme peu probable car très favorable aux Français :

« Pour envahir la Belgique, nos adversaires ne disposeront tout au plus que de dix corps d'armée […] Eh bien général, voici un double décimètre, veuillez mesurez la distance qui sépare Malmédy de Lille et calculer le développement dangereux pour leurs troupes d'un mouvement aussi excentrique par rapport à leur ligne d'invasion. Ce serait une grave imprudence de leur part ! Mais ils ne commettront pas cette faute et nous n'aurons pas cette chance-là ! »

— Castelnau (sous-chef de l'État-Major de 1911 à 1913) au général Lebas.
Les combats entre les Allemands et les Belges autour de Liège, de Haelen, de Namur et d'Anvers sont regroupés sous le nom de « bataille de Belgique » et ne font pas partie de la « bataille des Frontières », mais les deux affrontements sont étroitement liés.

### Prise de Liège
Pour mener à bien leur offensive, trois armées allemandes doivent traverser la Meuse en Belgique : l'État-Major a donc prévu une attaque visant à prendre la ville de Liège, et surtout ses ponts. Comme les Belges ont construit une ceinture de fortifications (composée de 12 forts bétonnés) autour de l'agglomération, cette attaque doit être menée juste après la déclaration de guerre, sans préparation d'artillerie, avant que les défenseurs ne puissent se retrancher dans les intervalles entre les forts. Cette mission est confiée à six brigades d'infanterie prélevées sur les 1re, 2e et 3e armées, regroupées à proximité de la frontière et renforcées par des batteries de mortiers de 210 mm, le tout commandé par le général von Emmich (chef du 10e corps de la 2e armée).
Dès le 4 août 1914 au soir, les unités du 2e corps de cavalerie allemand abordent la position sur la rive droite (il n'y a que 38 kilomètres depuis la frontière jusqu'au centre-ville liégeois par la N3). Les unités d'Emmich se mettent en place le 5 août et attaquent dans la nuit du 5 au 6, en plein orage : une des brigades, menée par le général Ludendorff (quartier-maître général de la 2e armée, il remplace un colonel tué) réussit à franchir les lignes belges et à s'installer dans la Chartreuse. Le 6, les unités belges (notamment la 3e division) évacuent l'agglomération, ne laissant que les garnisons des forts sous les ordres du général Leman ; si les défenseurs belges détruisent le pont des Arches avant de se replier, plusieurs autres ponts du centre-ville, ainsi que le pont ferroviaire du Val-Benoît (essentiel pour le ravitaillement allemand), sont laissés intacts. Toujours le 6, après un lâcher de bombes nocturne par le zeppelin Z VI (le premier bombardement aérien), Ludendorff prend la ville et la citadelle. Mais les forts ne se rendent pas de suite ; leur bombardement, commencé dès le 5, se poursuit avec le renfort de quelques mortiers de 305 mm et obusiers de 420 mm à partir du 12 : le béton fracturé, les garnisons sous la menace d'être intoxiquées, les forts se rendent les uns après les autres. Le 15 août, Leman est capturé au milieu des ruines du fort de Loncin dont un stock de munitions vient d'exploser. Les deux derniers forts (Flémalle et Hollogne) se rendent le 16.

Artillerie lourde allemande déployée contre les forts de Liège
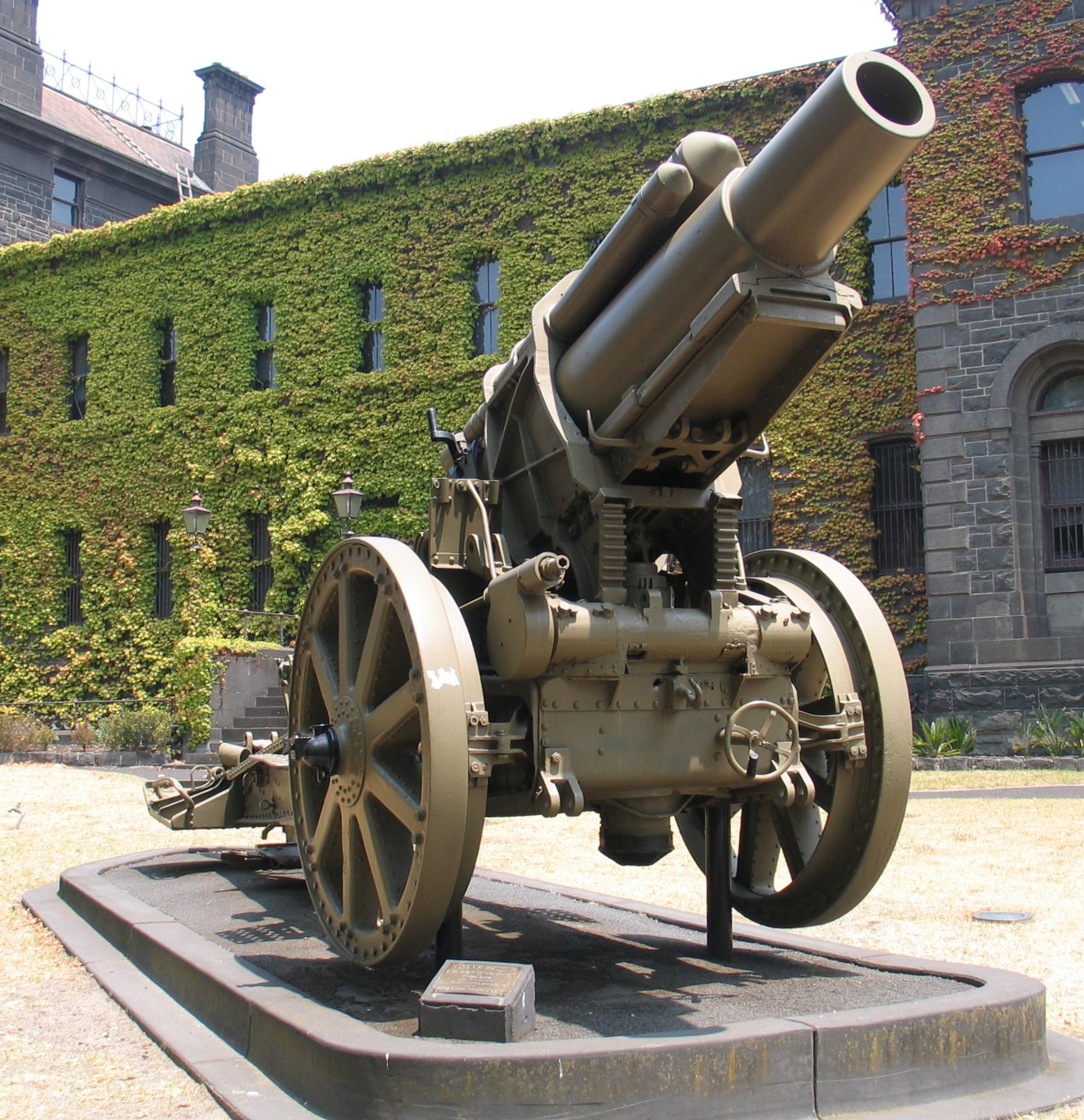
Mortier de 210 mm (Krupp 21 cm Mörser 10). Celui-ci, capturé en 1918, est exposé à Melbourne.
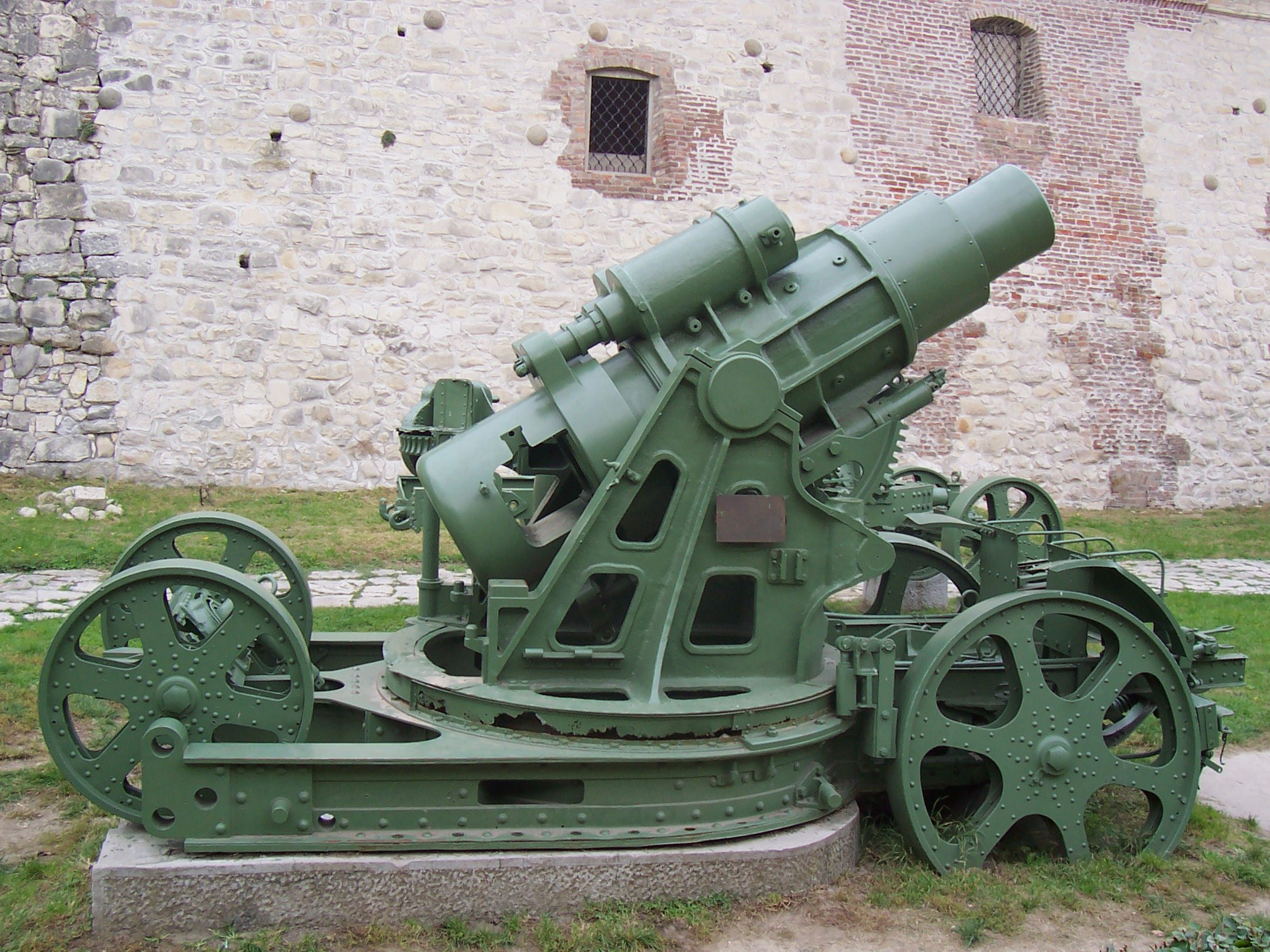
Mortier de 305 mm (Škoda 30,5 cm Mörser M. 11). Exemplaire du musée militaire de Belgrade.
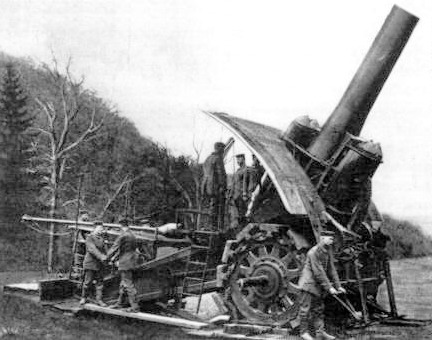
Obusier de 420 mm (Krupp 42 cm Kurze Marine-Kanone 14, M-Gerät).

### Invasion du cœur de la Belgique

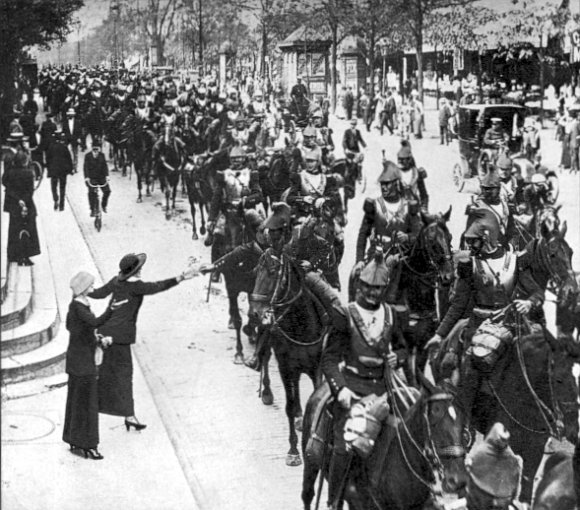
Cuirassiers de la 1re division de cavalerie paradant à Paris le 2 août 1914-, avant de s'embarquer pour Charleville. Ils vont épuiser leurs montures en chevauchées et contre-marches à travers le sud de la Belgique.

L'armée belge, encore en pleine mobilisation, se déploie pour couvrir Bruxelles, avec une première ligne de Tirlemont à Gembloux (1re et 5e divisions d'armée, auxquels se rajoutent les restes de la 3e à partir du 7) et une seconde de Louvain à Wavre (2e et 6e divisions) ; sa droite s'appuie sur la position fortifiée de Namur, gardée par la 4e division. Les Belges, conscients de leur infériorité, font appel le soir du 4 août au Royaume-Uni, à la France et à la Russie pour les soutenir. Le 5 août au matin, Joffre ordonne au corps de cavalerie français (commandé par le général Sordet, avec trois divisions) d'entrer en Belgique, lui confiant le soir comme mission d'explorer au nord de Neufchâteau. Les cavaliers français sont le 6 à Bouillon, Bertrix et Paliseul, mais comme le roi des Belges envoie à Poincaré deux appels à l'aide, le corps reçoit l'autorisation de chevaucher vers Liège pour des raisons « morales et diplomatiques » ; ils atteignent Huy le 8 mais sont rappelés le jour même. Le 8, l’Instruction générale no 1 de Joffre précise : « Au nord, une armée allemande, où l'on trouve les éléments de 5 corps d'armée, a pénétré en Belgique et est engagée en partie contre les forces belges » ; en conséquence, la 3e armée française doit être « prête à agir dans la direction du nord », la 4e à « attaquer entre Meuse et Argonne », la 5e « entre Mouzon et Mézières », le corps de cavalerie dans la « région Mariembourg, Chimay » et le 4e groupe de divisions de réserve se regrouper autour de Vervins.
Dès l'aube du 5 août, des unités de la 4e division de cavalerie allemande passent la Meuse sur des barges à Lixhe (en aval de Liège, juste à côté de la frontière néerlandaise) et forment une tête de pont protégeant la construction d'un pont de bateaux. Regroupées sur la rive gauche, les unités du 2e corps de cavalerie allemand (du général von der Marwitz) encerclent Liège, puis à partir du 9 août s'avancent à l'ouest de Tongres et se heurtent le 12 à la division de cavalerie belge (du général de Witte) sur la Gette autour de Halen (bataille des casques d'argent). Le 15, les unités allemandes ayant terminé leur concentration (les corps de réserve ne sont pas encore arrivés) atteignent la Meuse et commencent à traverser, la 1re armée essentiellement au nord de Liège (par Visé, Argenteau et Flémalle), la 2e plus au sud. Le 17, quatre corps d'armée de la 1re se déploient de Hasselt à Saint-Trond, quatre autres de la 2e de Liège à Huy. Le même jour, l'OHL (c'est-à-dire l'empereur et Moltke) s'installe à Coblence, marquant la fin de la mobilisation et le début de la campagne par une directive, ordonnant l'offensive de toute l'aile droite à partir du lendemain. Le 18, le roi Albert Ier ordonne le repli de l'armée belge à l'abri de la position fortifiée d'Anvers : des combats d'arrière-garde ont lieu à Diest et Tirlemont, mais la ligne le long de la Gette est abandonnée immédiatement, puis celle sur la Dyle. La 1re armée allemande entre à Bruxelles le 20, masquant Anvers avec un corps de réserve, tandis que la 2e s'aligne de Genappe à Gembloux, confiant l'investissement de Namur au corps de réserve de la Garde, et que la 3e atteint Marche.

### Réactions du GQG français

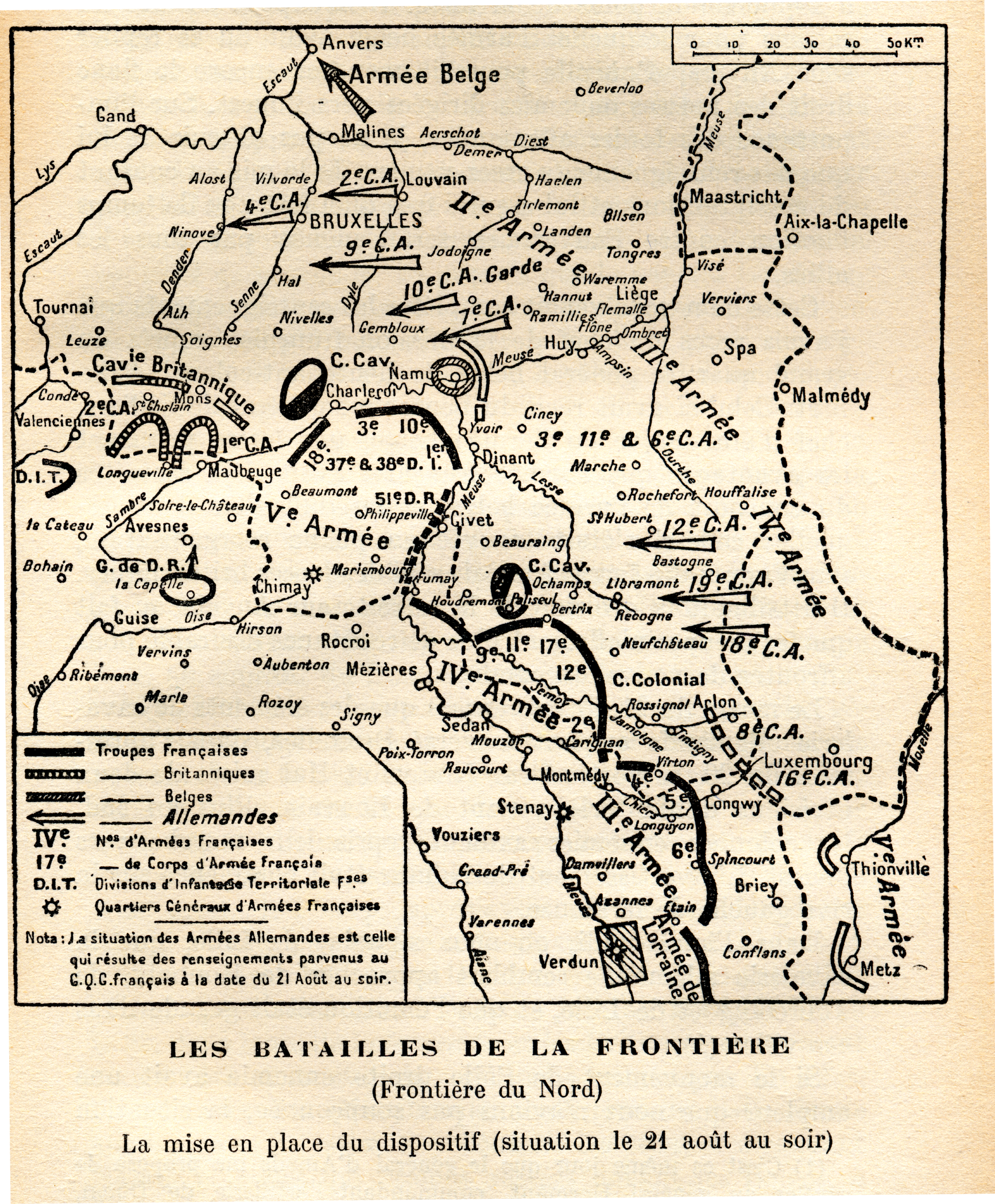
Positions des armées françaises et britannique le long de la frontière belge le 21 août 1914.

Dès le 2 août au soir, le GQG français avait modifié son déploiement en renforçant son aile gauche, grâce à une variante prévue par le plan de concentration. Le 8 août, l’Instruction générale du général Joffre répondait à la menace d'une manœuvre enveloppante allemande passant par Sedan, considérant l'affaire de Liège comme une attaque pour sécuriser leur flanc, opinion confirmée par les renseignements : sur les 26 corps d'armée allemands du temps de paix, le deuxième bureau en a localisé 21, à savoir quatre face à la Russie, sept face à la France, dix face à la Belgique et au Luxembourg ; le corps Sordet affirme quant à lui que le pays « est vide d'Allemands » jusqu'à Liège.
Le 9, Sordet signale des Allemands à Neufchâteau ; le 10, l'aviation française repère des colonnes de plusieurs kilomètres dans le Luxembourg belge en marche vers l'ouest. Le 11, des patrouilles de cavalerie allemande sont annoncées devant Dinant, d'où le déplacement à partir du 12 du corps de gauche de la 5e armée française (le 1er) autour de Givet. Le 13 au soir, les Belges disent que de l'infanterie allemande marche vers Tongres (sur la rive gauche de la Meuse) ; d'autres corps d'armée sont localisés par le 2e bureau français, portant à douze corps les forces allemandes en Belgique. Le 13, Joffre renforce la 5e armée française avec les 37e et 38e divisions (venant d'Algérie), débarquées jusqu'au 16 à Tournes, Auvillers-les-Forges, Anor et Hirson. Le 14 au matin, le commandant de la 5e armée (le général Lanrezac), toujours inquiet d'être débordé par le nord, demande à Joffre l'autorisation de déplacer son armée entre Sambre et Meuse :

« Ce bulletin de renseignements laisse clairement entendre que la masse de manœuvre allemande de droite réunie entre la pointe nord du Luxembourg et la région de Liège comprendrait huit corps d'armée […]. Ces renseignements parvenus à ma connaissance postérieurement à notre entretien me paraissent préciser la menace d'un mouvement enveloppant exécuté avec des forces très considérables par les deux rives de la Meuse. Nous sommes tombés d'accord sur le peu de fonds qu'il y avait à faire sur la coopération belge. Il n'y aurait pas plus à compter sur la coopération anglaise […]. Je ne serais pas en repos avec ma conscience si je ne vous répétais encore, devant la précision de vos derniers renseignements, que le transport éventuel de la Ve armée vers la région de Givet, Maubeuge (en laissant un corps et deux divisions de réserve sur la Meuse, en liaison avec la IVe armée) me paraît devoir être étudié et préparé dès maintenant. Cela dit, je suis prêt à exécuter vos ordre quels qu'ils soient. »

— Lanrezac.
Le général en chef français réagit d'abord en envoyant trois divisions territoriales (81e, 82e et 88e divisions, jusque-là affectées à la surveillance des côtes à Saint-Omer, Rouen et Nantes) former un barrage de Dunkerque à Maubeuge contre les incursions de la cavalerie allemande, puis le lendemain 15 août, en apprenant que des combats ont eu lieu à Dinant (bataille de Dinant), il ordonne à la 5e armée renforcée par le corps de cavalerie et par le 4e GDR de laisser les 2e et 11e corps ainsi que ses divisions de réserve (52e et 60e divisions) aux ordres de la 4e armée et de faire marcher ses 3e et 10e corps au-delà de la rive gauche (par Mariembourg et Philippeville) : « l'ennemi semble porter son principal effort par son aile droite au nord de Givet. Un autre groupement de forces parait marcher sur le front Sedan, Montmédy, Damvillers ». Le 16, le 2e bureau estime que les Allemands engagent six armées, deux sur la Meuse (avec six corps), une dans le Luxembourg belge (trois corps), une au Luxembourg et à Thionville (trois corps), une en Lorraine (quatre corps) et la dernière en Alsace (trois corps), soit douze corps d'armée au nord de Thionville. Comme l'aile gauche française en aligne onze (trois de la 5e armée, cinq de la 4e et trois de la 3e), Joffre décide le 17 d'y transférer en train deux corps venant de Lorraine (retirés à la 2e armée) : le 18e (affecté à la 5e armée, il arrive à Trélon à partir du 19) et le 9e (pour la 4e armée, une partie arrive à Sedan le 20).
L'idée d'ensemble est que le groupe formé par le BEF et la 5e armée française fixerait l'aile droite allemande, tandis que les 4e et 3e armées françaises attaqueraient au centre dans les Ardennes, encerclant ainsi les Allemands entrés en Belgique. Ainsi, se croyant en situation de supériorité numérique (31 divisions d'infanterie franco-britanniques le 20 août, sans compter les divisions de réserve, contre une estimation de 24 allemandes), les états-majors français se préparent à passer à l'offensive à partir du 21 août de Maubeuge à Longuyon en alignant leurs unités. Mais en face, c'est en réalité 48 divisions d'infanterie allemandes qui approchent (sans compter les deux corps s'occupant d'Anvers et de Namur).

### Batailles de Charleroi et de Mons

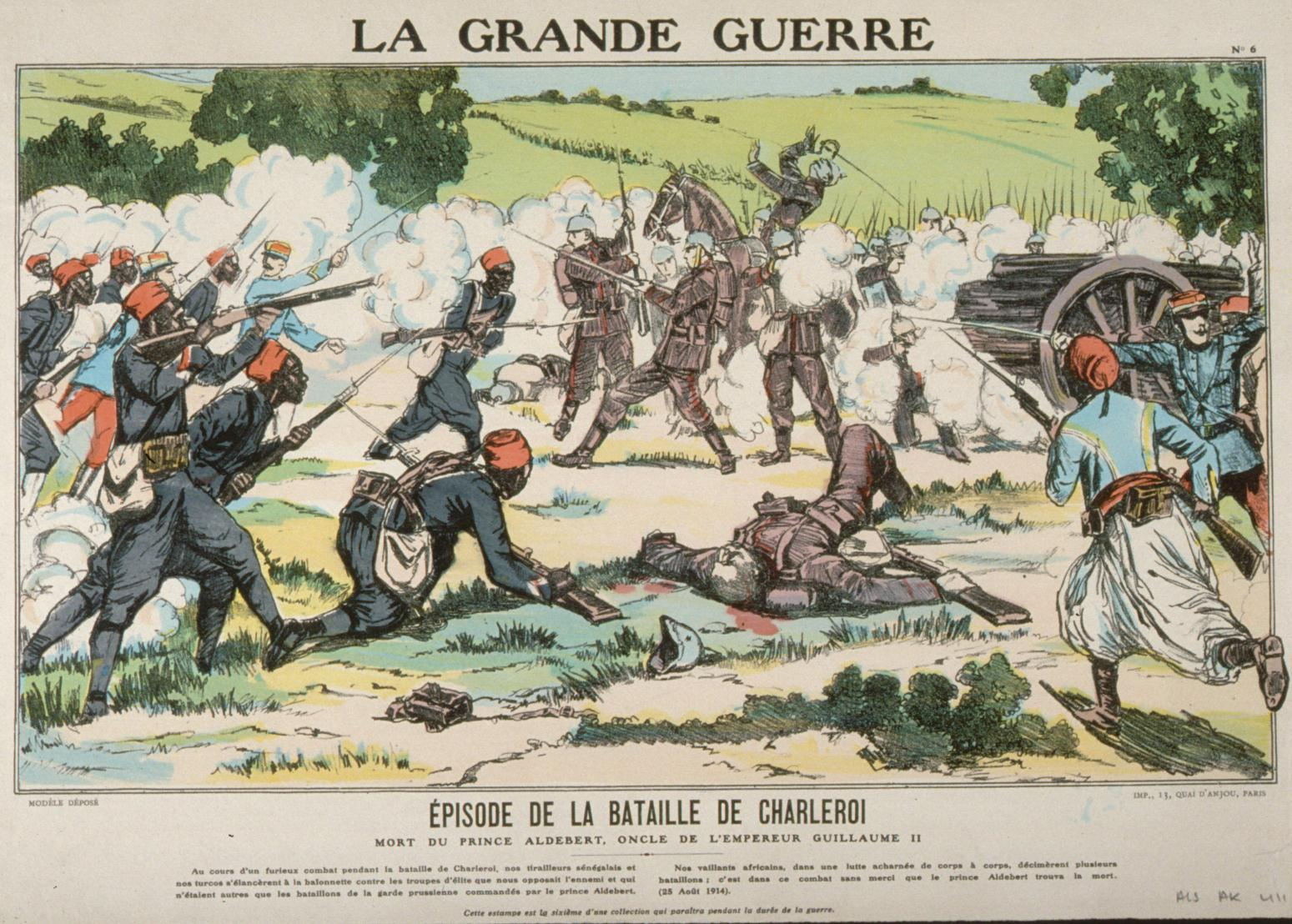
Lithographie française de 1915, titrée « épisode de la bataille de Charleroi ; mort du prince Aldebert, oncle de l'empereur Guillaume II » et montrant un combat entre les tirailleurs sénégalais et la Garde allemande. La date est incorrecte, ce furent les tirailleurs algériens et les zouaves qui attaquèrent, et ce n'est pas le prince Adalbert, mais le prince Frédéric-Jean de Saxe-Meiningen qui trouva la mort le 23 août 1914.

Sur la rive gauche de la Meuse du 21 au 23 août, le Corps expéditionnaire britannique (quatre divisions d'infanterie), la 4e division belge (dans la position fortifiée de Namur) et la 5e armée française (dix divisions) rencontrent les 1re, 2e et 3e armées allemandes (qui serrent 24 divisions en première ligne).
Le 21 août, les Britanniques terminent leur concentration autour de Maubeuge et du Quesnoy ; la 5e armée française est donc seule en pointe entre Sambre et Meuse, avec son 1er corps à droite aligné de Givet à Dinant, le 18e à gauche qui débarque à peine, tandis que ses 3e et 10e corps terminent une marche de 120 kilomètres réalisée en cinq jours. Ces deux corps sont renforcés chacun par une division d'Afrique (la 38e DI au 3e CA, la 37e DI au 10e CA) et par les batteries d'artillerie lourde de la 5e armée (quatre batteries de 155 mm CTR et six de 120 au 3e ; trois de 155 et quatre de 120 au 10e). Mais ces deux corps français sont devancés sur les rives de la Sambre par la 2e armée allemande, dont la Garde prussienne qui vient de s'emparer du pont d'Auvelais et le 10e corps hanovrien celui de Tamines (entre Charleroi et Namur). Immédiatement, les avant-gardes s'attaquent mutuellement, progressivement renforcées par l'arrivée des autres unités, plus nombreuses côté allemand. Comme « le terrain est parsemé de maisons », les combats forment « une vraie guerre de rue » ; les Français sont chassés de la vallée au soir du 21.
Le 22 août, l'infanterie de la 3e armée allemande arrive devant Dinant et Anseremme défendu par le 1er corps français. Dans la vallée de la Sambre, les 3e et 10e corps français attaquent au matin, toutes forces réunies ; trois corps d'armée allemands contre-attaquent en début d'après-midi, les repoussant sur le plateau. Les pertes sont élevées des deux côtés : le 2e zouaves par exemple perd vingt officiers et mille hommes le 22. Le 23, la 3e armée allemande s'empare de plusieurs ponts sur la Meuse, menaçant le flanc droit de la 5e armée française ; Lanrezac, son centre en train de se replier, ordonne donc la retraite le soir même. La 4e division belge évacue Namur en passant à travers les lignes françaises, suivie d'une partie de la population de la ville.
À la gauche de l'armée française, le Corps expéditionnaire britannique (BEF) s'installe sur le canal du Centre dans la région de Mons, sur lequel les 5e et 3e divisions britanniques reçoivent les attaques des avant-gardes de la 1re armée allemande, puis de trois corps d'armée allemands (4e, 3e et 9e) pendant toute la journée du 23 août (bataille de Mons). Étant laissée seule en avant, dominée par les forces allemandes, menacée sur son flanc gauche par le 2e corps allemand et sur sa droite par la retraite de la 5e armée française, la petite armée britannique bat elle aussi en retraite.

### Préparation d'une contre-offensive
La frontière ardennaise est demeurée calme jusqu'au 21 août, les seuls combats étant limités à son extrémité orientale, avec notamment l'affaire de Mangiennes le 10 août. Une fois terminée la concentration des troupes, les 4e et 3e armées françaises ont pour instruction de rester d'abord immobiles le long de la Meuse et de la Chiers, de Sedan jusqu'à Étain. Le GQG renforce progressivement la 4e armée du général de Langle de Cary, qui passe ainsi de trois corps (12e, 17e et corps colonial) lors de la mobilisation à six le 21 (avec le renfort du 2e le 8 août, du 11e le 16 et du 9e CA le 20). Avec les trois corps de la 3e armée du général Ruffey, les Français alignent donc neuf corps d'armée regroupant 19 divisions d'infanterie, plus trois divisions de cavalerie.
Le 16, le 19 puis le 20, Langle demande à passer à l'action, mais Joffre estime que c'est prématuré : il faut que toute l'aile droite allemande s'avance plus à l'ouest pour pouvoir l'encercler, il faut donc « ne pas dévoiler notre manœuvre avant le moment où elle sera déclenchée ». « Je comprends votre impatience, mais j'estime qu'il n'est pas encore temps de partir. Plus la région Arlon, Audun-le-Roman, Luxembourg sera dégarnie, mieux cela vaudra pour nous ». Le 20 au soir, Joffre donne l'ordre de se mettre en marche à l'aube, la 4e en direction de Neufchâteau et la 3e vers Arlon. Le 21 au soir, la 4e armée, qui a atteint la Semois, reçoit du GQG les ordres suivant : « La IVe armée continuera son mouvement vers le nord dans la zone qui lui a été assignée, et attaquera toute troupe ennemie qui se rencontrera dans cette zone. Le but à poursuivre est d'acculer à la Meuse entre Dinant, Namur et l'Ourthe, toutes les forces ennemies qui se trouveraient dans cette région ». Langle fait donc transmettre à ses unités : « Pas de nouveaux renseignements sur l'ennemi. Aujourd'hui 22 août, offensive générale vers le nord. L'ennemi sera attaqué partout où on le rencontrera […] ».
Côté allemand, la zone est confiée à l'ouest à la 4e armée (commandée par le duc de Wurtemberg) et à l'est à la 5e armée (du Kronprinz de Prusse), composées de onze corps d'armée (au lieu des trois estimées par les Français), encadrant vingt divisions d'infanterie et deux de cavalerie. Cette force a pour mission de protéger le flanc de l'aile marchante, notamment de la 3e armée qui traverse l'Ardenne d'est en ouest depuis le 17 août. Le 18, c'est au tour de Wurtemberg de faire lentement avancer son armée vers le sud-ouest sur le territoire belge. La 5e armée commence le bombardement de la vieille place de Longwy (à seulement 3,7 kilomètres de la frontière) le 21 à l'aube ; mais, le même jour, la cavalerie de cette armée est repoussée à Izel et à Audun-le-Roman par les avant-gardes françaises, annonçant leur passage à l'offensive. Le chef d'état-major de la 5e armée allemande, Knobelsdorf (qui assure le commandement réel, à la place du Kronprinz), croit que les Français tentent de protéger Longwy et décide le soir du 21 de porter son armée à leur rencontre ; un officier du 4e corps allemand prévient l'armée du duc de Wurtemberg pendant la nuit pour qu'elle couvre le mouvement en se réorientant vers le sud.

### Bataille des Ardennes
Le relief et le massif forestier compartimentant le champ de bataille, chaque axe routier nord-sud et clairière correspond à un combat franco-allemand lors de la journée du 22 août, se déroulant souvent indépendamment des voisins. Entre la 3e armée française et la 5e allemande, il s'agit, du sud-est vers le nord-ouest, des combats de Mercy-le-Haut, Ville-au-Montois, Doncourt, Cutry, Romain, Baranzy, Ethe et Virton ; entre les deux 4e armées, ce sont les combats de Bellefontaine, Rossignol, Neufchâteau, Nevraumont, Bertrix, Anloy et Maissin. Comme les Français ne s'attendent pas à se battre avant quelques jours de marche, c'est en colonnes qu'ils affrontent les Allemands déployés pour un combat de rencontre. Dans presque tous les cas, ce sont des défaites françaises, les pertes s'accumulant notamment autour de Rossignol (la 3e DIC y perd 11 900 hommes, ses canons et ses trois généraux) et d'Ethe (la 7e DI française y laisse un tiers de son effectif) ; le 17e corps est mis en déroute autour de Bertrix. Pour la journée du 22 août en Ardenne, le bilan des pertes franco-allemandes est de 81 000 hommes, dont 52 000 Français et 29 000 Allemands ; il y a 26 000 tués, dont 17 000 Français et 9 000 Allemands ; les Français perdent une centaine de canons, les Allemands vingt-cinq.

« Soudain, des sifflements stridents qui se terminent en ricanements rageurs nous précipitent face contre terre, épouvantés. La rafale vient d’éclater au-dessus de nous […] Les hommes, à genoux, recroquevillés, le sac sur la tête, tendant le dos, se soudent les uns aux autres… La tête sous le sac, je jette un coup d’œil sur mes voisins : haletants, secoués de tremblements nerveux, la bouche contractée par un affreux rictus, tous claquent des dents ; leurs visages bouleversés par la terreur rappellent les grotesques gargouilles de Notre-Dame. Dans cette bizarre posture de prosternation, les bras croisés sur la poitrine, la tête basse, ils ont l'air de suppliciés qui offrent leur nuque au bourreau… Cette attente de la mort est terrible. Combien de temps ce supplice va-t-il durer ? Pourquoi ne nous déplaçons-nous pas ? Allons-nous rester là, immobiles, pour nous faire hacher sans utilité ? »

— Jean Galtier-Boissière, caporal français au 31e RI (10e DI du 5e CA) racontant son baptême du feu près de Longwy le 22 août.
Le 23 au matin, Joffre envisage de relancer la 4e armée à l'offensive : « l'ensemble des renseignements recueillis ne montre devant votre front que trois corps et demi environ. Par suite, il faut reprendre l'offensive le plus tôt possible ». Langle lui répond qu'il est dans « la nécessité absolue de reformer les unités dissociées sur une position de repli. J'ai la conviction que les troupes qui ont fléchi hier ne tarderont pas à se reprendre et à être en état d'attaquer à nouveau ». Les adversaires se regroupent pendant la journée du 23, mis à part des combats à Orgeo, aux Bulles et à Bièvre. Le 24 août, après encore un combat à Matton, la 4e armée française retraverse la frontière pour se replier derrière la Meuse et la Chiers ; le même jour, la 5e armée allemande attaque de Longuyon à Étain.
Le 25 août, les troupes allemandes de la 4e armée attaquent les positions françaises autour de Sedan ; les assauts allemands sont repoussés par l'artillerie française massée sur les hauteurs du village de Frénois. Plus à l'est, la 5e armée allemande, engagée à Étain, est contre-attaquée au sud (dans la vallée de l'Orne) par le 3e GDR française, la forçant à reculer. Le 26 août, alors que Longwy en ruine se rend, les troupes allemandes passent la Meuse en plusieurs endroits dans les Ardennes françaises, tels que Donchery et Iges, puis occupent Sedan ; les troupes françaises se regroupent sur le plateau forestier de la Marfée et du Mont Croix Piot. Les 27 et 28, la 4e armée française mène quelques contre-attaques (bataille de la Meuse). Le 29 août, sur ordre du général Joffre, la 4e armée bat en retraite vers le sud ; des combats d'arrière-gardes ont encore lieu dans les environs de Rethel, entre Écordal et Saint-Loup-Terrier.

## Conséquences
Le 24 août 1914, Joffre oriente la retraite de la 5e armée entre Maubeuge et les Ardennes, ordonne à la 4e armée de tenir sur la Meuse de Mouzon à Stenay et à la 3e de s'appuyer sur les Hauts de Meuse. Les Allemands poursuivent l'aile gauche française vers le sud : c'est la Grande Retraite qui conduit les troupes françaises et britanniques jusqu'au sud de la Marne le 5 septembre. Plus au nord, l'armée belge s'est réfugiée dans la position fortifiée d'Anvers, ville entourée de forts qui constituent une des plus grandes forteresses d'Europe.
Dès le lendemain de sa victoire, chaque général allemand transmet à l'empereur et à l'OHL (dirigé par Moltke) des rapports annonçant une victoire décisive : Rupprecht de Bavière après la bataille de Morhange, Albert de Wurtemberg après Neufchâteau, Guillaume de Prusse après Longwy, Bülow après Charleroi et Kluck après Mons. La victoire allemande semble acquise à l'ouest.

« L'ennemi a été battu sur toute la ligne avec des pertes importantes. Plusieurs milliers de prisonniers et de nombreuses pièces d'artillerie ont été capturés. Nos troupes, animées d'un élan irrésistible, ont poursuivi l'ennemi et le combat continue aujourd'hui. »

— Rapport du Kronprinz de Bavière (chef de la 6e armée allemande) le 21 août.

« La IIe armée a battu l'ennemi de façon décisive. De nombreux canons ont été pris ; la Ire armée est aux prises avec l'armée anglaise à l'ouest de Maubeuge. Manœuvre débordante commencée. Le commandant du corps de cavalerie annonce que les Anglais sont en fuite. »

— Rapport de Bülow (chef de la 2e armée allemande) dans la nuit du 24 au 25 août.

### Premiers rapports
Les comptes rendus des commandants de division français sont rédigés le soir même ou pendant la nuit, permettant à l'état-major du corps d'armée de rédiger le sien, celui-ci remontant ensuite la chaîne hiérarchique, passant par l'État-Major de l'Armée pour arriver enfin au GQG. Ces rapports rejettent parfois la responsabilité de la défaite sur un subordonné ou sur le voisin (pas assez offensif ou faisant des erreurs de manœuvre), parfois sur la troupe (qui flanche quand elle est pilonnée ou au cours d'une attaque), mais le plus souvent c'est la supériorité de l'artillerie allemande qui est montrée du doigt (chaque corps d'armée français dispose en 1914 de 120 canons de 75 mm, alors qu'un corps d'armée allemand d'active aligne 108 canons de 77 mm, 36 obusiers de 105 mm et 18 obusiers de 150 mm).

« Fortes pertes dans tous les corps […]. Le moral est très déprimé chez tous, officiers et soldats. L'infanterie désespère du concours de l'artillerie, elle a subi dans certaines compagnies des pertes à 80 % par le feu d'artillerie, sans avoir pu tirer. Par suite de son état de fatigue physique et morale, la 29e division est actuellement hors d'état de fournir un nouvel effort offensif et même de fournir une défense énergique. Repos indispensable. »

— Rapport d'Espinasse (chef du 15e corps) sur les combats autour de Dieuze le matin du 20 août.

« […] offensive ennemie se développe de plus en plus vers le sud, renforcée par un tir incessant d'obusiers qu'il est impossible de voir et par suite de contrebattre. Le tir, très précis, éteint peu à peu une partie de l'artillerie établie sur la crête à l'ouest de Walscheid. La brigade coloniale renonce à l'offensive et limite ses efforts à l'occupation des hauteurs de la rive gauche de la Bièvre. […] la brigade, après avoir éprouvé de lourdes pertes, cède du terrain, et ses éléments dissociés se replient sur les hauteurs à l'ouest de la Valette. »

— Rapport de Legrand (chef du 21e corps) sur l'attaque de Harreberg le 20 août.

« Les attaques dans la journée d'hier ont échoué uniquement parce qu'elles n'ont pas été préparées par l'artillerie, ni même par le feu de l'infanterie. Il est essentiel que l'infanterie ne se porte jamais à l'attaque sans que l'artillerie ait préparé cette attaque et soit prête à l'appuyer. On ne peut admettre les charges à la baïonnette dans les conditions où elles se sont produites jusqu'ici la plupart du temps. »

— Instruction de Ruffey (chef de la 3e armée) à ses unités, à la suite des combats du 22 autour de Longwy.

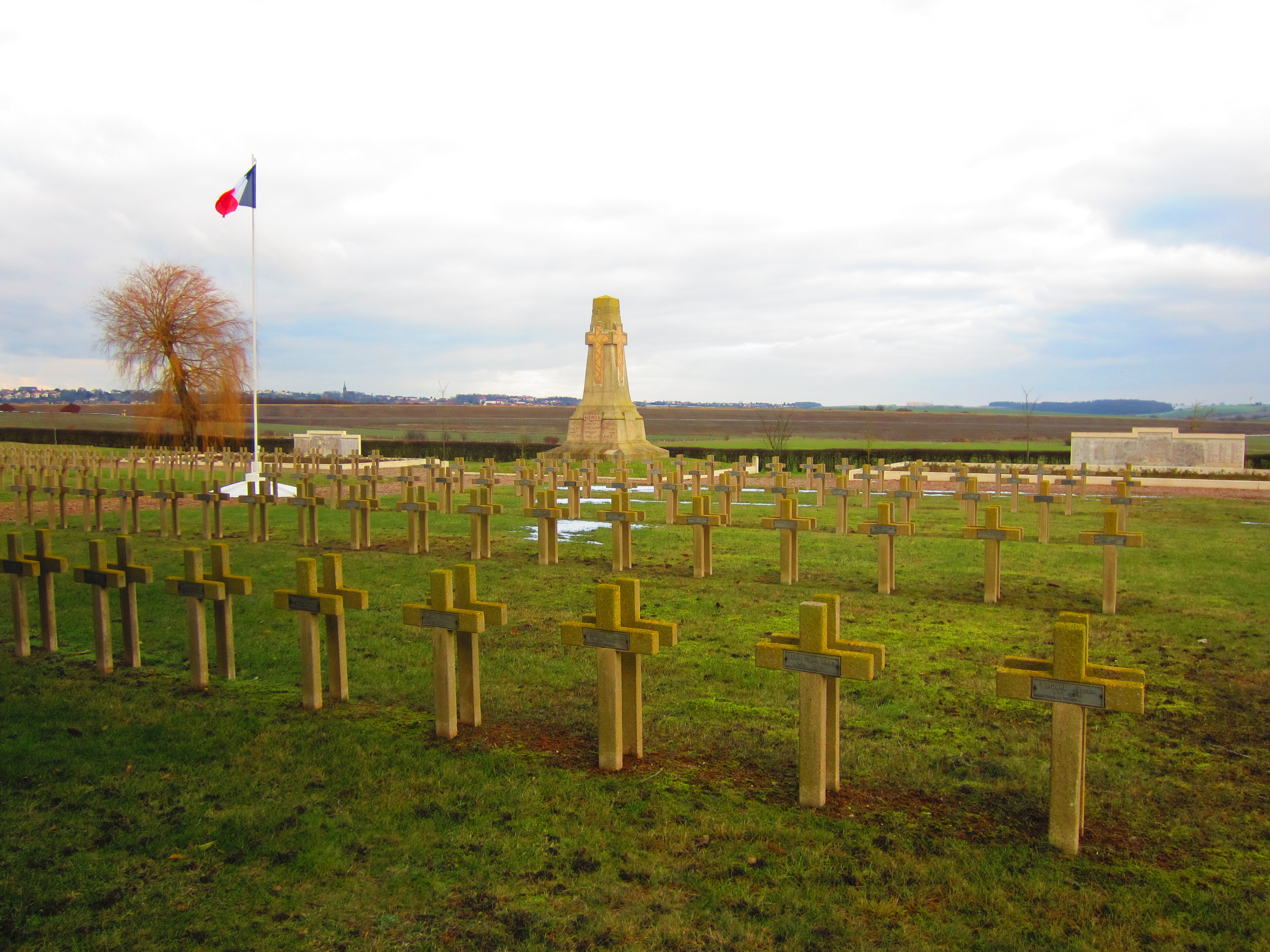
La nécropole militaire de Riche, au sud de Morhange : les vainqueurs font enterrer les vaincus dans des fosses après la bataille. Les corps sont regroupés et ré-enterrés après-guerre, les identifiables dans des tombes individuelles.

Le commandement français estime à la fin du mois d'août ses pertes, d'après les états reçus au GQG : 206 515 hommes ont été perdus, dont 20 253 tués, 78 468 blessés et 107 794 disparus (parmi les disparus figurent les prisonniers ainsi que les blessés et tués abandonnés sur le champ de bataille). Les estimations pour la seule journée du 22 sont de 25 000 ou 27 000 Français tués : « C'est ainsi que la journée du 22 août 1914 apparaît comme la plus meurtrière de toute la Première Guerre mondiale pour l'armée française » ou comme « le jour le plus sanglant de l’histoire de France ». Pour les 4e et 3e armées françaises (celles engagées dans les Ardennes), le total des pertes du 20 au 25 août est de 80 000 hommes, dont 25 000 morts, 250 canons et une centaine de mitrailleuses.
En face, l'armée allemande comptabilise 136 417 hommes perdus pendant le mois d'août, dont 18 662 morts, 89 202 blessés et 28 553 disparus. Dans les Ardennes le 22 août, les 4e et 5e armées allemandes annoncent avoir perdu 48 000 hommes, dont 15 000 morts, une cinquantaine de canons et une douzaine de mitrailleuses, mais avoir fait 30 000 prisonniers.

### Limogés et fusillés
« Dans l'ensemble, la manœuvre stratégique est terminée. Elle a eu pour objet et pour résultat de mettre le gros de nos forces au point qui pouvait être pour l'ennemi le plus sensible et de nous assurer en ce point la supériorité numérique. La parole est maintenant aux exécutants, qui ont à tirer parti de cette supériorité. La question est donc une question de valeur, valeur de commandement et valeur de troupe, et surtout une question de persévérance dans l'exécution. »

— Conclusion du télégramme du GQG au ministre de la Guerre, le 23 août.
C'est ainsi que le 23 août au matin, au moment où la bataille est engagée en Belgique, le général Joffre informe Adolphe Messimy du début de son offensive, jugeant la situation favorable aux Français. Deux groupes de personnes sont donc désignés responsables en cas d'échec français : les chefs et les hommes de troupe. Pour les généraux que le commandement juge inefficaces, ils sont « mis à la disposition du ministre » (ce sont les premiers limogés) et remplacés quelques jours après les combats. Les premiers sont ceux qui ont échoué en Alsace (le 10 août) : le général Curé (14e DI) laisse sa place à Villaret dès le 12 août, Aubier (8e DC) remplacé par Mazel et Bonneau (7e corps) par Vautier le 14. Les difficultés au col de Sainte-Marie entraînent le remplacement de Pouradier-Duteil (14e CA), l'échec de Morhange celui d'Espinasse (15e CA), la bataille des Ardennes ceux de Ruffey (3e armée), Brochin (5e CA) et Poline (17e CA), la défaite de Charleroi celles de Lanrezac (5e armée), Sauret (3e CA), Defforges (10e CA) et Sordet (CC). Au total jusqu'au 6 septembre, Joffre remplace deux commandants d'armée (Ruffey et Lanrezac), huit de corps d'armée (Bonneau, Espinasse, Sordet, Sauret, Brochin, Pioline, Defforges et Duteil) et 38 de division (Régnault, Trentinian, etc.) sans compter un suicide (Peslin, le 10 août) et un tué au combat (Raffenel, le 23).
Pour la troupe, quand les officiers et sous-officiers perdent le contrôle de leurs hommes au cours des combats (fuyards et isolés) ou des marches (traînards et épuisés), c'est aux gendarmes de rétablir l'ordre : chaque armée, corps d'armée et division française dispose d'un détachement de police militaire appelée « prévôté ». Ces prévôtés regroupent environ 4 000 gendarmes en août 1914, qui ont pour mission d'assurer l'ordre aux carrefours et ponts, d'encadrer les colonnes en marche, de patrouiller pour regrouper les isolés et de surveiller les civils (parfois accusés d'espionnage). La menace du revolver du gendarme ou du peloton d'exécution improvisé est claire, donnant aux prévôtés une réputation de sévérité, de violence, voire d'arbitraire : le 2 septembre, Joffre ordonne d'ailleurs « de passer par les armes les fuyards ». La reprise en main après la retraite voit les « conseils de guerre spéciaux » (des cours martiales) procéder à plusieurs condamnations à mort pour « abandon de poste en présence de l'ennemi », mutilation volontaire ou tentative de passage à l'ennemi. La justice militaire a conservé la trace (les exécutions sommaires n'en ont pas laissé) de deux condamnations en août 1914 (tous deux fusillés) et de 76 en septembre (dont 65 sont exécutés).

### Réactions de la presse

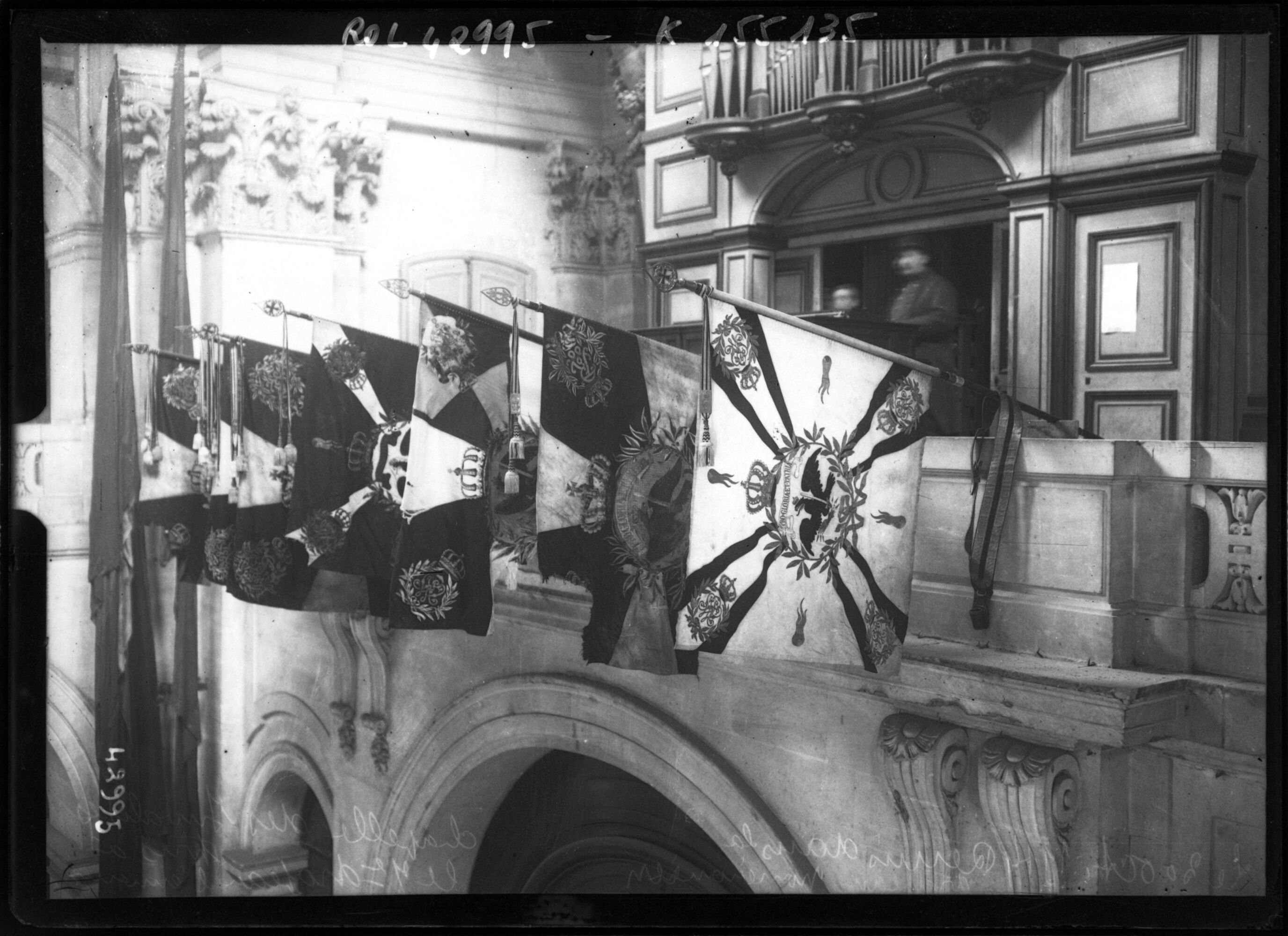
Les drapeaux pris à l'adversaire sont exposés comme trophées. Ici des drapeaux allemands dans l'église des Invalides ; les deux premiers furent pris les 15 et 16 août 1914-. Les Allemands en prirent trois aux Français les 22 et 23 août 1914-.

Mis à part des escarmouches, la première opération militaire d'envergure relatée par la presse concerne Liège : côté allemand, l'annonce de la prise de la ville est fêtée, tandis que les deux généraux Emmich et Ludendorff reçoivent en récompense la décoration « Pour le Mérite » dès le 7 août ; le même jour les unes françaises titrent « La défense héroïque de Liège / Les Allemands sont entrés dans Liège / MAIS LES FORTS RÉSISTENT / Le combat dans les rues a été d'une violence extrême / Les pertes des assaillants sont considérables / LES BELGES ONT PRIS 27 CANONS ». L'entrée des troupes françaises en Alsace et la prise, très temporaire, de Mulhouse sont immédiatement annoncées par le ministère de la Guerre français le 8 août : « Les troupes françaises ont franchi la frontière. […] Dans leur joie de voir arriver les troupes françaises, les Alsaciens-Lorrains ont arraché tous les poteaux-frontières » (communiqué de 17 h), puis « Les troupes françaises occupent Mulhouse, après Altkirch. L'entrée de l'armée française en Alsace est un événement historique que saluent les acclamations d'un peuple et la justice de l'histoire » (communiqué de 21 h). Les articles nationalistes de Maurice Barrès et d'Albert de Mun dans L'Écho de Paris deviennent ardents les 9 et 10 août : « La Résurrection de la France. Il éclate enfin le jour espéré pendant quarante-quatre années ! Les pantalons rouges sont apparus sur la crête des Vosges et nos soldats reconquièrent l'Alsace éperdue de bonheur… » « à Altkirch, l'infanterie a chargé à la baïonnette. Bravo ! mes camarades, c'est la bonne méthode, la française. Nous l'avions trop oubliée en 1870 ».
La reprise de Mulhouse par les Allemands dès le 9 est passée sous silence côté français. Le 14, le communiqué français informe que « Les projectiles de l'artillerie lourde allemande sont très peu efficaces. […] Nous répétons en outre que l'effet moral est nul ». Les gros titres réapparaissent avec l'offensive en Lorraine ; le 21 août au soir, la bataille de Morhange (du 20) est présentée comme une petite affaire : « En Lorraine, la journée d'hier a été moins heureuse que les précédentes. Nos avant-gardes se sont heurtées à des positions fortes et ont été ramenées par une contre-attaque sur nos gros qui se sont solidement établis sur la Seille et sur le canal de la Marne au Rhin ». Les unes du 22 août sont encore plus sobres : « En Lorraine nos troupes se replient ; en Alsace le succès français est grand ». À la suite de cette annonce de la défaite française en Lorraine, deux journaux parisiens désignent les hommes du 15e corps, venant de Provence (29e DI de Nice, Antibes et Marseille ; 30e DI d'Avignon, Nîmes et Aix), comme responsables de l'échec français, malgré un démenti du gouvernement,.

« Un incident déplorable s'est produit. Une division du 15e Corps, composée de contingents d'Antibes, de Toulon, de Marseille et d'Aix, a lâché pied devant l'ennemi. Les conséquences ont été celles que les communiqués officiels ont fait connaître. Toute l'avance que nous avions prise au-delà de la Seille, sur la ligne Alaincourt, Delme et Château-Salins a été perdue ; tout le fruit d'une habile combinaison stratégique, longuement préparée, dont les débuts heureux promettaient les plus brillants avantages, a été momentanément compromis. Malgré les efforts des autres corps d'Armée, qui participaient à l'opération, et dont la tenue a été irréprochable, la défaillance d'une partie du 15e Corps a entraîné la retraite sur toute la ligne. […] »

— Auguste Gervais, « La vérité sur l'affaire du 21 août : le recul en Lorraine », dans Le Matin du 24 août.

« […] Notre 15e Corps a cédé à un moment de panique et s'est enfui en désordre sans que la plupart des officiers aient fait paraît-il tout ce qui était de leur devoir pour l’empêcher… On connaît la nature impressionnable des méridionaux. Ils sont capables d'aller jusqu'aux extrémités de la vaillance et je suis sûr qu'à l'heure présente, ils ne souhaitent rien tant que de se réhabiliter ; Ce jour-là ils ont déplorablement failli et paraît-il avec trop d'ensemble. Qu’on les encadre et qu'on les mène au plus fort du feu pour leur donner sans retard la chance de réparation à laquelle leur passé leur donne droit ! »

— Georges Clemenceau, éditorial de L'Homme libre du 25 août 1914.

« Il s'est trouvé un homme, un sénateur indigne du nom de Français, insulteur de ceux qui sont stoïquement tombés, insulteur de la douleur de ceux qui restent ! Vous vous disiez peut-être, monsieur, qu'étant à peu près tous morts au feu ou blessés, il ne resterait plus un enfant de cette « aimable Provence » pour vous faire rentrer vos insultes dans la gorge ? … Je viens vous demander quel intérêt si puissant vous portez aux Allemands d'aujourd'hui pour avoir écrit l'article infâme ? J'attends votre réponse. »

— Maurice Bertrand, « Le maire d'Aix-en-Provence à Gervais », dans Le Petit Provençal du 26 août.
L'annonce le 23 d'une grande contre-offensive française fait revenir les gros titres à la une le 24 : « LA BATAILLE est engagée sur le front. C'est sur la ligne de Mons à la frontière luxembourgeoise que se joue la grosse partie. NOS TROUPES ONT PRIS L'OFFENSIVE. La bataille durera plusieurs jours ». Mais dès le lendemain « Notre offensive en Belgique n'a pas atteint son but. […] l'armée française restera pour un temps sur la défensive. Au moment choisi par le commandant en chef, elle reprendra une vigoureuse offensive. Nos pertes sont importantes ». Selon le communiqué allemand du 27 août 1914, diffusé par la presse de tout l'Empire, « les armées allemandes sont entrées en France, de Cambrai aux Vosges, après une série de combats continuellement victorieux. L'ennemi, en pleine retraite, n'est plus capable d'offrir une résistance sérieuse ». Le même jour, on peut lire sur les journaux français « Dans le Nord, les lignes franco-anglaises ont été légèrement ramenées en arrière ». Il faut attendre le 29 août pour que le communiqué officiel français évoque la défaite à mot couvert :

« De la Somme aux Vosges, la situation reste la même.

La situation de notre front, de la Somme aux Vosges, est restée aujourd'hui ce qu'elle était hier. Les forces allemandes paraissent avoir ralenti leur marche. »

— Communiqué français du 28 août à 23 h.